# Fungi

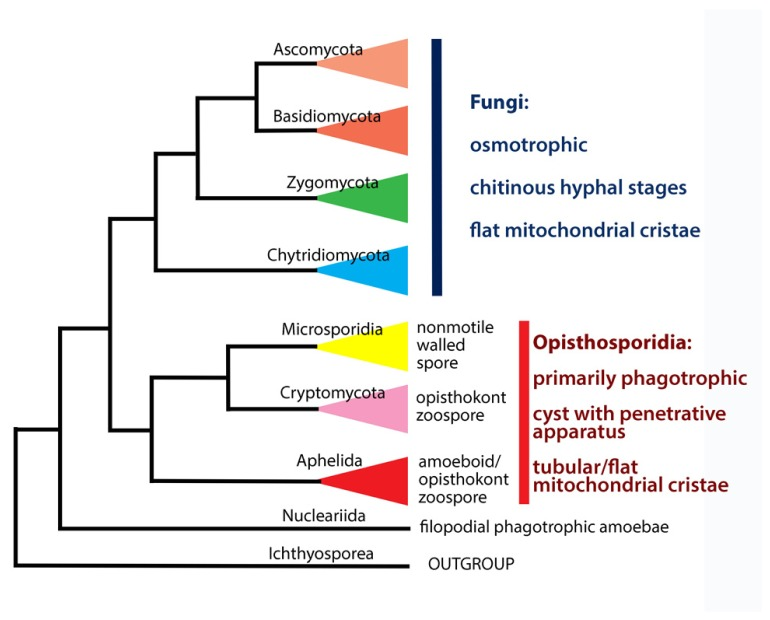
Estruturação filogenética dos Fungi.

O reino Fungi é um grupo de organismos eucariotas (ou eucariontes), que inclui micro-organismos tais como as leveduras, os bolores, bem como os mais familiares cogumelos.
Os fungos são classificados num reino separado das plantas, animais e bactérias. Uma grande diferença é o fato de as células dos fungos terem paredes celulares que contêm quitina e glucanos, ao contrário das células vegetais, que contêm celulose. Estas e outras diferenças mostram que os fungos formam um só grupo de organismos relacionados entre si, denominado Eumycota (fungos verdadeiros ou Eumycetes), e que partilham um ancestral comum (um grupo monofilético). Este grupo de fungos é distinto dos estruturalmente similares Myxomycetes (agora classificados em Myxogastria) e Oomycetes. A disciplina da biologia dedicada ao estudo dos fungos é a micologia, muitas vezes vista como um ramo da botânica, mesmo apesar de os estudos genéticos terem mostrado que os fungos estão mais próximos dos animais do que das plantas.
Abundantes em todo mundo, a maioria dos fungos é inconspícua devido ao pequeno tamanho das sua estruturas, e pelos seus modos de vida crípticos no solo, na matéria morta, e como simbiontes ou parasitas de plantas, animais, e outros fungos. Podem tornar-se notados quando frutificam, seja como cogumelos ou como bolores. Os fungos desempenham um papel essencial na decomposição da matéria orgânica e têm papéis fundamentais nas trocas e ciclos de nutrientes. São desde há muito tempo utilizados como uma fonte direta de alimentação, como no caso dos cogumelos e trufas, como agentes levedantes no pão, e na fermentação de vários produtos alimentares, como o vinho, a cerveja, e o molho de soja. Desde a década de 1940, os fungos são usados na produção de antibióticos, e, mais recentemente, várias enzimas produzidas por fungos são usadas industrialmente e em detergentes. São também usados como agentes biológicos no controlo de ervas daninhas e pragas agrícolas. Muitas espécies produzem compostos bioativos chamados micotoxinas, como alcaloides e policetídeos, que são tóxicos para animais e humanos. As estruturas frutíferas de algumas espécies contêm compostos psicotrópicos, que são consumidos recreativamente ou em cerimónias espirituais tradicionais. Os fungos podem decompor materiais artificiais e construções, e tornar-se patogénicos para animais e humanos. As perdas nas colheitas devidas a doenças causadas por fungos ou à deterioração de alimentos podem ter um impacto significativo no fornecimento de alimentos e nas economias locais.
O reino dos fungos abrange uma enorme diversidade e táxons, com ecologias, estratégias de ciclos de vida e morfologias variadas, que vão desde os quitrídios aquáticos unicelulares aos grandes cogumelos. Contudo, pouco se sabe da verdadeira biodiversidade do reino Fungi, que se estima incluir 1,5 milhões de espécies, com apenas cerca de 5% destas formalmente classificadas. Desde os trabalhos taxonómicos pioneiros dos séculos XVII e XVIII efetuados por Lineu, Christiaan Hendrik Persoon, e Elias Magnus Fries, os fungos são classificados segundo a sua morfologia (i.e. caraterísticas como a cor do esporo ou caraterísticas microscópicas) ou segundo a sua fisiologia. Os avanços na genética molecular abriram o caminho à inclusão da análise de ADN na taxonomia, o que desafiou por vezes os antigos agrupamentos baseados na morfologia e outros traços. Estudos filogenéticos publicados no último decénio têm ajudado a modificar a classificação do reino Fungi, o qual está dividido em um sub-reino, sete filos e dez subfilos.

## Etimologia
A palavra portuguesa fungo deriva do termo latino fungus (cogumelo), usado nos escritos de Horácio e Plínio, o Velho. Por seu lado, fungus é derivado do grego sphongos/σφογγος ("esponja"), que se refere às estruturas e morfologia macroscópicas dos cogumelos e bolores. O termo micologia, derivado do grego mykes/μύκης (cogumelo) e logos/λόγος (discurso), para denotar o estudo científico dos fungos, terá sido usado pela primeira vez em 1836, pelo naturalista inglês Miles Joseph Berkeley na obra The English Flora of Sir James Edward Smith, Vol. 5.

## Características
Antes da introdução dos métodos moleculares de análise filogenética, os taxonomistas consideravam que os fungos eram membros do reino Plantae devido a semelhanças nos seus modos de vida: tanto os fungos como as plantas são na sua maioria imóveis, e apresentam semelhanças na morfologia geral e no habitat em que se desenvolvem. Tal como as plantas, muitas vezes os fungos crescem no solo, e no caso dos cogumelos formam corpos frutíferos conspícuos, que por vezes se assemelham a plantas como os musgos. Os fungos são agora considerados um reino separado, distintos das plantas e animais, dos quais parecem ter divergido há cerca de 1 bilhão de anos. Algumas caraterísticas morfológicas, bioquímicas, e genéticas são partilhadas com outros organismos, enquanto outras são exclusivas dos fungos, separando-os claramente dos outros reinos:
Caraterísticas partilhadas:
- Com os demais eucariotas: como nos restantes eucariotas, os núcleos das células dos fungos estão limitados por uma membrana e contêm cromossomas que contêm ADN com regiões não-codificantes chamadas intrões e regiões codificantes chamadas exões. Além disso, os fungos possuem organelos citoplasmáticos delimitados por membrana tais como mitocôndrias, membranas que contêm esterois, e ribossomas do tipo 80S.[13] Têm um conjunto caraterístico de carboidratos e compostos armazenados solúveis, incluindo polióis (como manitol), dissacarídeos (como a trealose) e polissacarídeos (como o glicogénio, que também é encontrado em animais[14]).
- Com os animais: os fungos carecem de cloroplastos e são organismos heterotróficos, requerendo compostos orgânicos preformados como fontes de energia.[15]
- Com as plantas: os fungos possuem uma parede celular[16] e vacúolos.[17] Reproduzem-se por meios sexuados e assexuados, e tal como os grupos basais de plantas (como os fetos e musgos) produzem esporos. Tal como os musgos e algas, os fungos têm núcleos tipicamente haploides.[18]
- Com os euglenoides e bactérias: os fungos mais desenvolvidos, os euglenoides e algumas bactérias, produzem o aminoácido L-lisina em passos específicos de biossíntese, a via do alfa-aminoadipato.[19][20]
- As células da maioria dos fungos crescem como estruturas tubulares, alongadas e filamentosas designadas hifas. Estas podem conter múltiplos núcleos e crescer a partir das suas extremidades. Cada extremidade contém um conjunto de vesículas - estruturas celulares compostas por proteínas, lípidos e outras moléculas orgânicas - chamado Spitzenkörper.[21] Tanto fungos como Oomycetes crescem como células hifais filamentosas.[22] Em contraste, organismos de aspecto semelhante, como as algas verdes filamentosas, crescem por divisão celular repetida ao longo de uma cadeia de células.[14]
- Em comum com algumas espécies de plantas e animais, mais de 60 espécies de fungos apresentam bioluminescência.[23]
- Alguns chegam a possuir uma cor esverdeada, outros esbranquiçada.

Caraterísticas únicas:
- Algumas espécies crescem como leveduras unicelulares que se reproduzem por gemulação ou por fissão binária. Os fungos dimórficos podem alternar entre uma fase de levedura e uma fase com hifas, em função das condições ambientais.[24]
- A parede celular dos fungos é composta por glicanos e quitina; enquanto os primeiros são também encontrados em plantas e a última no exosqueleto dos artrópodes,[25][26] os fungos são os únicos organismos que combinam estas duas moléculas estruturais na sua parede celular. Ao contrário das plantas e dos Oomycetes, as paredes celulares dos fungos não contêm celulose.[27]

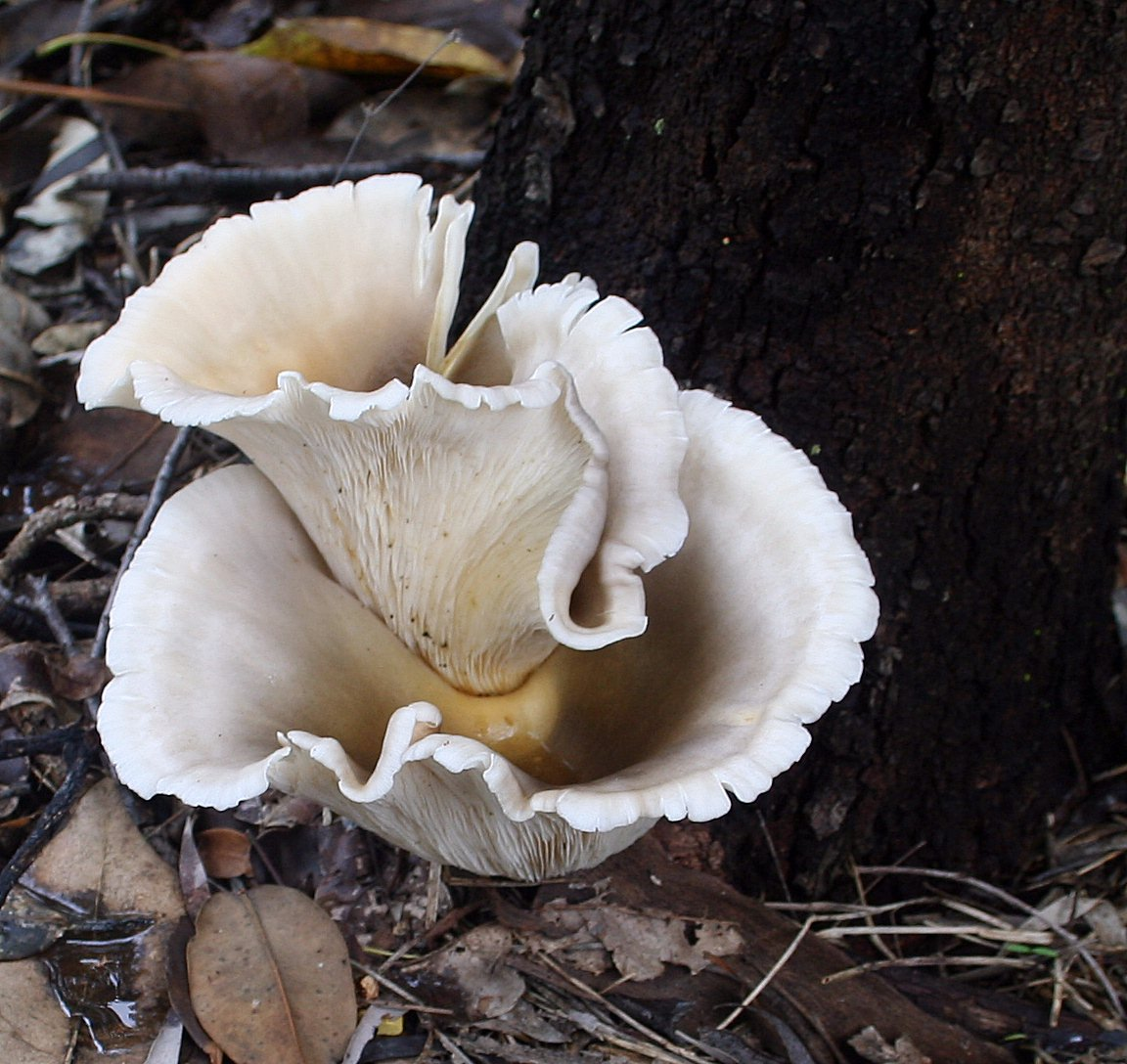
Omphalotus nidiformis, um cogumelo bioluminescente.

A maioria dos fungos carece de um sistema eficiente para o transporte de água e nutrientes a longa distância, como o xilema e o floema de muitas plantas. Para ultrapassar estas limitações, alguns fungos, como os do género Armillaria, formam rizomorfos que são morfológica e funcionalmente semelhantes às raízes das plantas. Outra característica partilhada com as plantas consiste numa via bioquímica para a produção de terpenos que usa ácido mevalónico e pirofosfato como precursores. Porém, as plantas têm uma via bioquímica para a produção de terpenos nos seus cloroplastos, uma estrutura que os fungos não possuem. Os fungos produzem vários metabolitos secundários que são estruturalmente semelhantes ou idênticos aos produzidos pelas plantas. Muitas das enzimas de plantas e fungos que produzem estes compostos diferem entre si na sequência de aminoácidos e outras características, o que indica origens e evolução separadas destas enzimas nos fungos e plantas.

## Diversidade

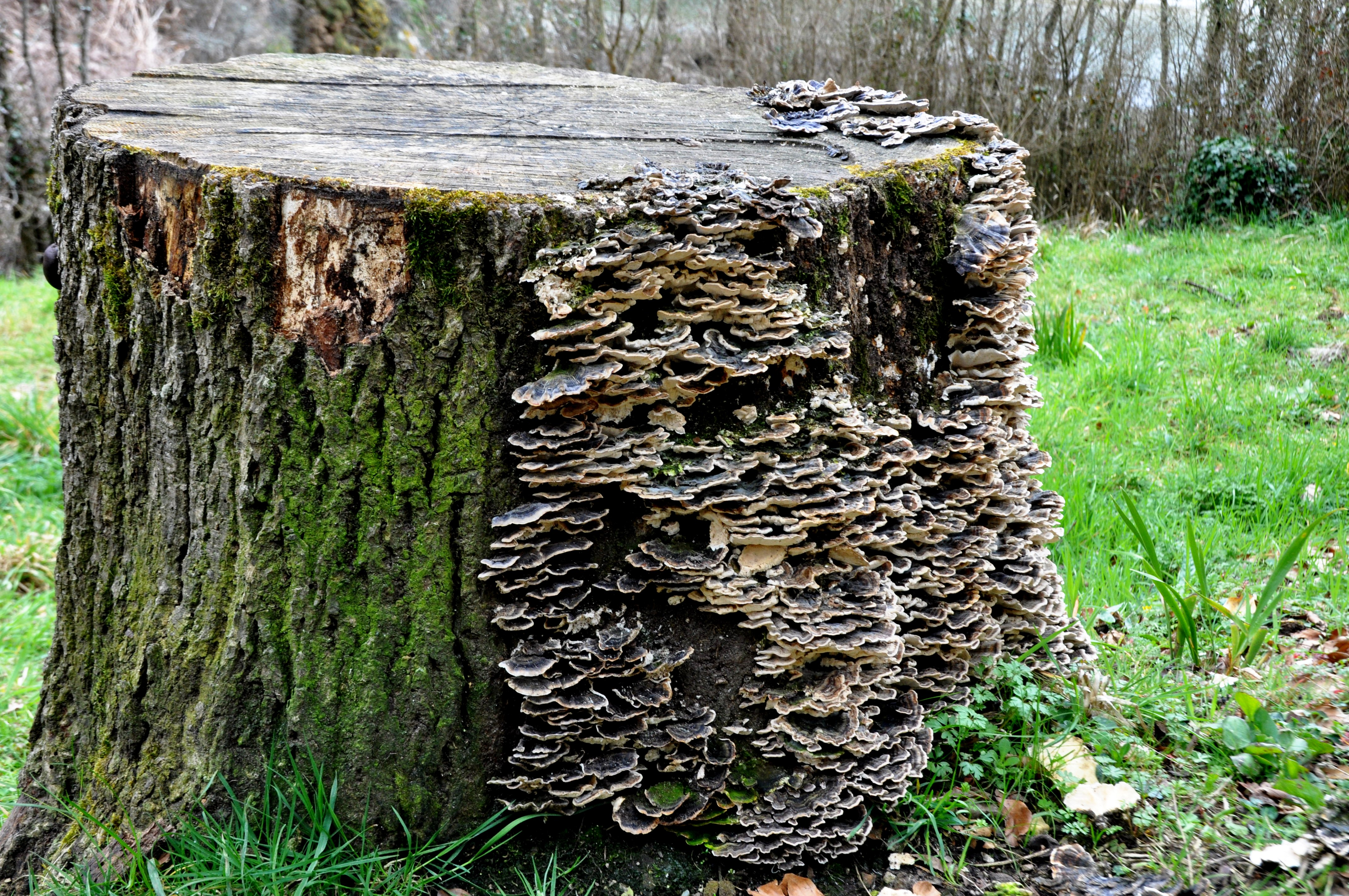
Orelha-de-pau (Polyporus sanguineus).

Os fungos têm uma distribuição mundial, e desenvolvem-se numa grande variedade de habitats, incluindo ambientes extremos como desertos, áreas com elevadas concentrações de sais ou radiações ionizantes, bem como em sedimentos de mar profundo. Alguns podem sobreviver às intensas radiações ultravioleta e cósmica encontradas durante as viagens espaciais.
A maioria desenvolve-se em ambientes terrestres, embora várias espécies vivam parcial ou totalmente em ambientes aquáticos, como o fungo quitrídio Batrachochytrium dendrobatidis, um parasita responsável pelo declínio global das populações de anfíbios. Este organismo passa parte do seu ciclo de vida na forma de um zoósporo móvel, o que lhe permite propulsar-se através da água e entrar no seu hóspede anfíbio. Outros exemplos de fungos aquáticos incluem aqueles que vivem em zonas hidrotermais dos oceanos.
Estão descritas formalmente pelos taxonomistas cerca de 100 000 espécies de fungos, mas a biodiversidade global do reino dos fungos não é totalmente compreendida. Com base em observações do quociente entre o número de espécies de fungos e o número de espécies de plantas em ambientes selecionados, estima-se que o reino dos fungos contenha cerca de 1,5 milhões de espécies. Em termos históricos, em micologia, as espécies têm sido distinguidas por vários métodos e conceitos. A classificação baseada nas caraterísticas morfológicas, como o tamanho e forma dos esporos ou das estruturas frutíferas, tem dominado tradicionalmente a taxonomia dos fungos. As espécies podem também ser distinguidas pelas suas caraterísticas bioquímicas e fisiológicas, tais como a sua capacidade para metabolizar certos compostos bioquímicos, ou a sua reação a testes químicos. O conceito biológico de espécie discrimina as espécies com base na sua capacidade de acasalamento. A aplicação de ferramentas moleculares, como a sequenciação de ADN e a análise filogenética, no estudo da diversidade melhorou significativamente a resolução e aumentou a robustez das estimativas da diversidade genética nos vários grupos taxonómicos.

## Morfologia

### Estruturas microscópicas

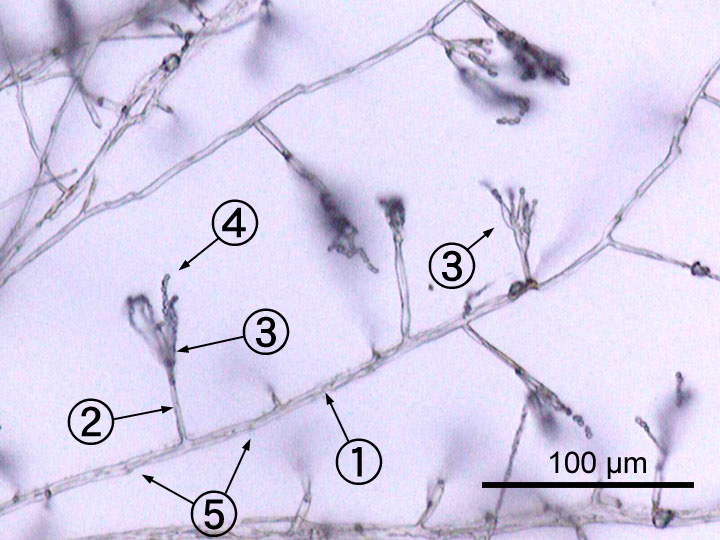
Micrografia de Penicillium spp. (1-hifa, 2-conidióforo, 3-fiálide, 4-conídios, 5-septos)

A maioria dos fungos desenvolve-se como hifas, que são estruturas filamentosas, cilíndricas, com dois a 10 µm de diâmetro e até vários centímetros de comprimento.
As hifas crescem nas suas extremidades (ápices); novas hifas formam-se tipicamente por meio da emergência de novas extremidades ao longo da hifa existente num processo designado “ramificação”, ou ocasionalmente por bifurcação de extremidades de uma hifa em crescimento, dando origem a duas hifas com crescimento paralelo. A combinação do crescimento apical com a ramificação/bifurcação conduz ao desenvolvimento de um micélio, uma rede interconectada de hifas. As hifas podem ser septadas ou cenocíticas: as hifas septadas são divididas em compartimentos separados por paredes transversais (paredes celulares internas, chamadas septos, que se formam perpendicularmente à parede celular, dando à hifa a sua forma) e são uninucleares, ou seja, cada compartimento possui um único núcleo; as hifas cenocíticas não são compartimentadas. Os septos têm poros que permitem a passagem de citoplasma, organelos, e por vezes núcleos; um exemplo é o septo doliporo dos fungos do filo Basidiomycota. As hifas cenocíticas são essencialmente supercélulas multinucleadas.
Muitas espécies desenvolveram estruturas hifais especializadas na absorção de nutrientes dos hospedeiros vivos; dois exemplos são os haustórios nas espécies parasitas de plantas da maioria dos filos de fungos, e os arbúsculos de vários fungos micorrízicos, que penetram nas células do hospedeiro para consumir nutrientes.
Embora os fungos sejam opistocontes – um agrupamento de organismos evolutivamente aparentados, caraterizados em termos gerais por possuírem um único flagelo posterior – todos os filos, exceto o dos quitrídios, perderam os seus flagelos posteriores. Os fungos são incomuns entre os eucariotas por terem uma parede celular que, além dos glicanos (p.e. β-1,3-glicano) e outros componentes típicos, contém também o biopolímero quitina.

### Estruturas macroscópicas

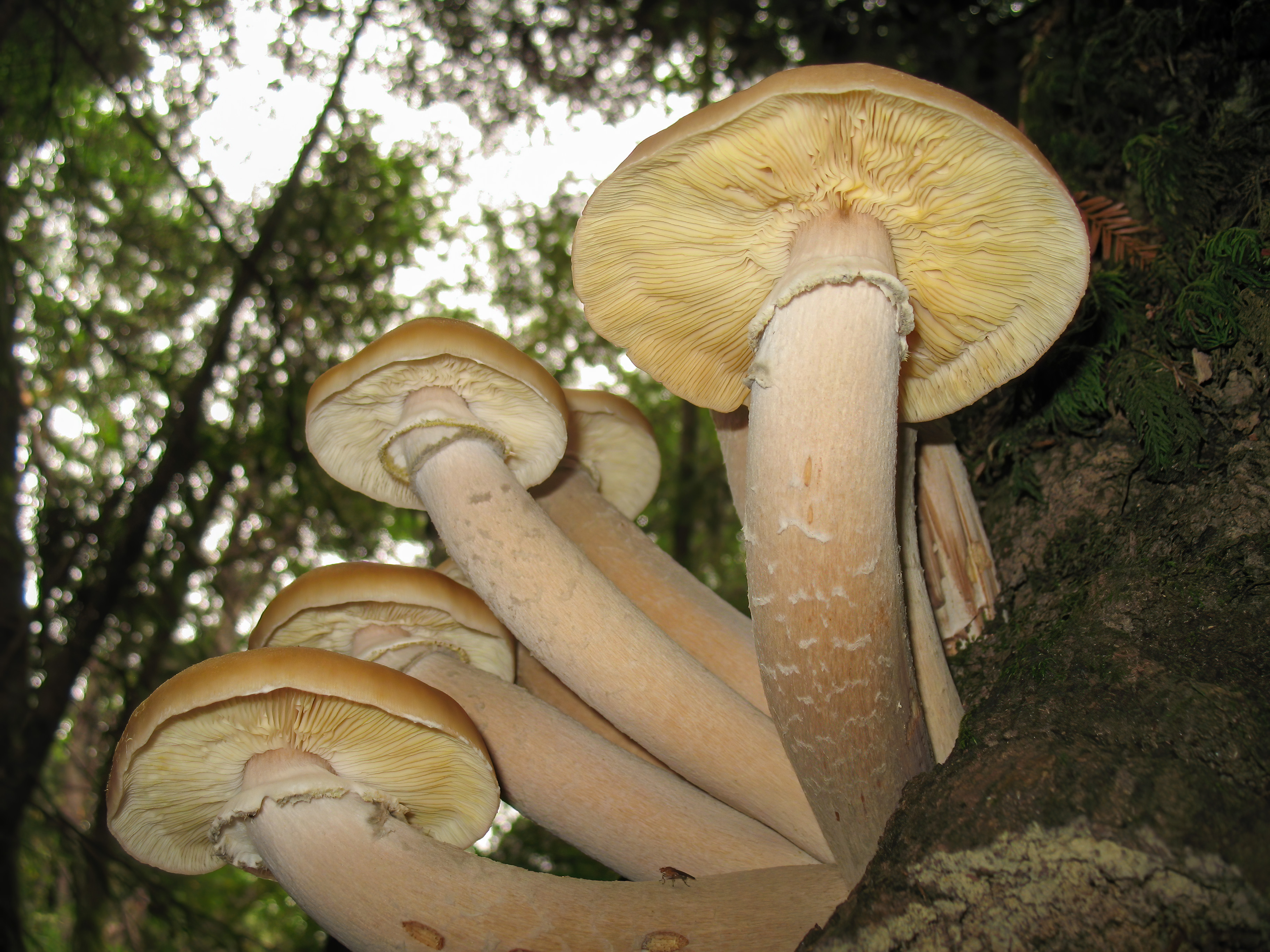
Armillaria ostoyae.

Os micélios dos fungos podem tornar-se visíveis a olho nu em várias superfícies e substratos, tais como paredes úmidas e comida deteriorada, sendo vulgarmente chamados bolores ou mofos. Os micélios desenvolvidos em meio de ágar sólido em placas de Petri de laboratório são usualmente designados colónias. Estas colónias podem apresentar formas e cores de crescimento (devido aos esporos ou a pigmentação) que podem ser usadas como caraterísticas de diagnóstico na identificação de espécies ou grupos. Algumas colónias individuais de fungos podem atingir dimensões e idades extraordinárias, como é o caso de uma colónia clonal de Armillaria ostoyae, que se estende por mais de 900 ha, com uma idade estimada em cerca de 9 000 anos.
O apotécio – uma estrutura especializada importante na reprodução sexuada de Ascomycetes – é um corpo frutífero em forma de taça que contém o himénio, uma camada de tecido contendo as células portadoras de esporos. Os corpos frutíferos dos basidiomicetes e de alguns ascomicetes podem, por vezes, atingir grandes dimensões, e muitos são bem conhecidos como cogumelos.

## Crescimento e fisiologia
O crescimento dos fungos como hifas em substratos sólidos ou como células singulares em ambientes aquáticos, está adaptado para a extração eficiente de nutrientes, pois estas formas de crescimento têm uma razão entre a área superficial e o volume bastante alta. As hifas estão especificamente adaptadas ao crescimento sobre superfícies sólidas e à invasão de substratos e tecidos. Podem exercer grandes forças mecânicas penetrativas; por exemplo, o patógeno vegetal Magnaporthe grisea forma uma estrutura chamada apressório que evoluiu de forma a perfurar tecidos vegetais. A pressão gerada pelo apressório, dirigida contra a epiderme da planta, pode exceder os 8 MPa (80 bar). O fungo filamentoso Paecilomyces lilacinus, usa uma estrutura semelhante para penetrar os ovos de nemátodos.

Bolor cobrindo um pêssego em decomposição. As imagens foram obtidas a intervalos de aproximadamente 12 horas ao longo de seis dias.

A pressão mecânica exercida pelo apressório é gerada a partir de processos fisiológicos que aumentam o turgor intracelular ao produzirem osmólitos como o glicerol. Adaptações morfológicas como estas são complementadas por enzimas hidrolíticas segregadas para o ambiente para a digestão de grandes moléculas orgânicas – como polissacarídeos, proteínas, lípidos, e outros substratos orgânicos – em moléculas menores que podem então ser absorvidas como nutrientes. A vasta maioria dos fungos filamentosos cresce de um modo polar – i.e., por extensão numa direção – por alongamento no ápice da hifa. Formas alternativas de crescimento dos fungos incluem a extensão intercalar (i.e. por expansão longitudinal de compartimentos hifais que estão abaixo do ápice), como é o caso em alguns fungos endófitos, ou o crescimento por expansão do volume durante o desenvolvimento dos estipes dos cogumelos e doutros grandes órgãos. O crescimento dos fungos como estruturas multicelulares consistindo de células somáticas e reprodutoras – uma característica que evoluiu de modo independente nos animais e plantas - tem várias funções, incluindo o desenvolvimento de corpos frutíferos para a disseminação dos esporos sexuais (ver acima) e de biofilmes para a colonização de substratos e comunicação intercelular.
Tradicionalmente, os fungos são considerados heterotróficos, organismos que dependem exclusivamente do carbono fixado por outros organismos para o seu metabolismo. Os fungos desenvolveram um grau elevado de versatilidade metabólica, o que lhes permite utilizar uma variedade de substratos orgânicos para o seu crescimento, incluindo compostos simples como nitrato, amónia, acetato, ou etanol. Demonstrou-se para algumas espécies que o pigmento melanina pode ter um papel na extração de energia da radiação ionizante, como a radiação gama; porém, esta forma de crescimento radiotrófico foi descrita apenas em algumas poucas espécies, os efeitos nas velocidades de crescimento são pequenos, e os processos biofísicos e bioquímicos subjacentes são desconhecidos. Os autores especulam que este processo pode ter semelhança com a fixação do dióxido de carbono via luz visível, mas utilizando radiação ionizante como a fonte de energia.

## Reprodução

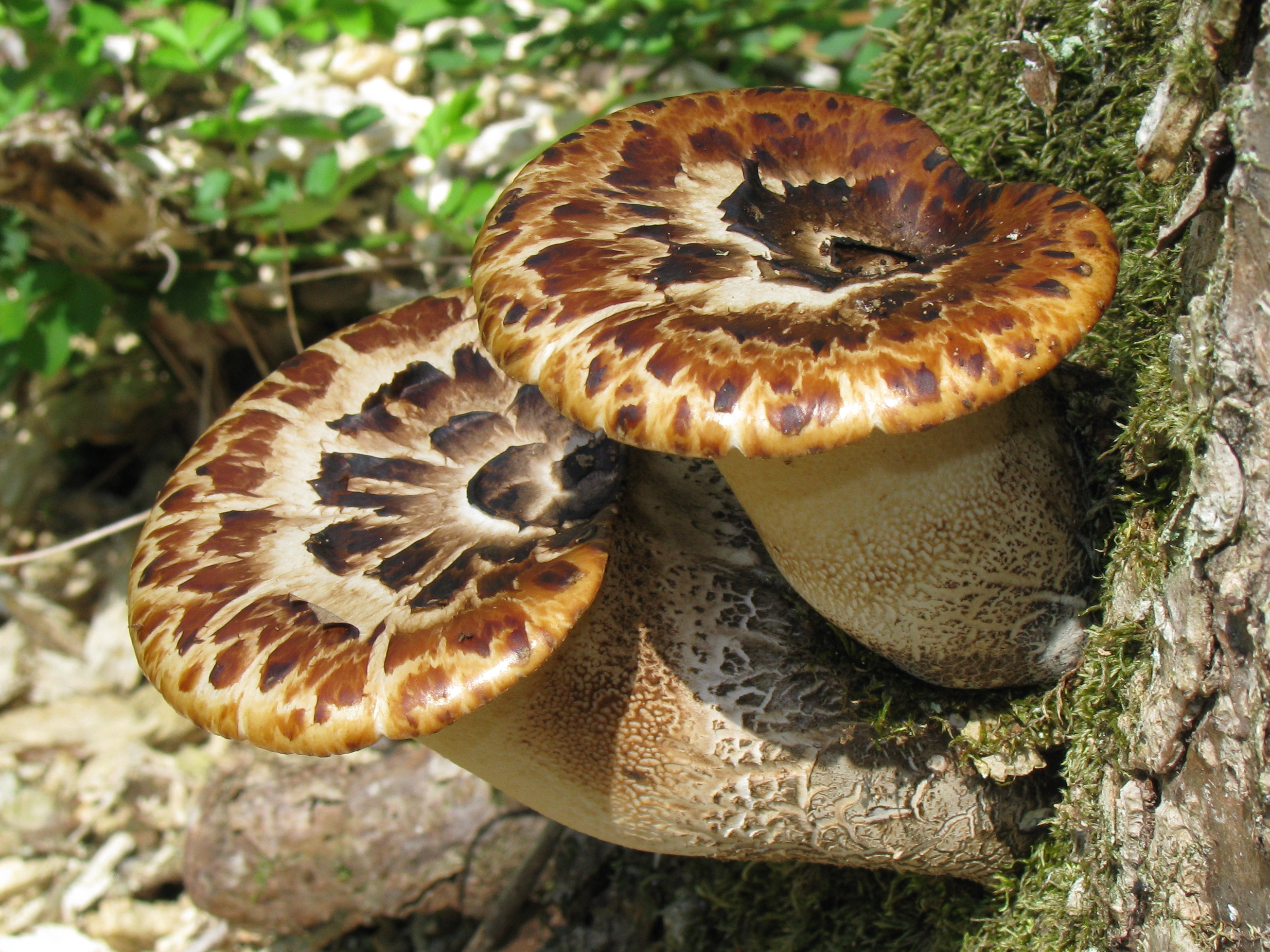
Polyporus squamosus.

A reprodução dos fungos é complexa, refletindo as diferenças de modos de vida e da constituição genética existentes neste reino.
Estima-se que um terço de todos os fungos pode reproduzir-se usando mais do que um modo de propagação; por exemplo, a reprodução pode ocorrer em dois estágios bem diferenciados no ciclo de vida de uma espécie, o teleomorfo e o anamorfo. As condições ambientais desencadeiam estados de desenvolvimento geneticamente determinados que conduzem à criação de estruturas especializadas para a reprodução sexuada ou assexuada. Estas estruturas auxiliam a reprodução ao dispersarem eficientemente esporos ou propágulos contendo esporos.

### Reprodução assexuada
A reprodução assexuada por meio de esporos vegetativos (conídios) ou através da fragmentação do micélio é comum; ela mantém populações clonais adaptadas a um nicho ecológico específico e permite uma dispersão mais rápida do que a reprodução sexuada. Os fungi imperfecti ou Deuteromycota (fungos que não apresentam estágio sexuado) incluem todas as espécies que não possuem um ciclo sexual observável.

### Reprodução sexuada
A reprodução sexuada com meiose existe em todos os filos de fungos, exceto Glomeromycota. Difere da reprodução sexuada de animais e plantas. Existem também diferenças entre grupos de fungos, as quais podem ser usadas para discriminar espécies em função de diferenças morfológicas nas estruturas sexuais e das estratégias de reprodução. Experiências de acasalamento entre isolados de fungos podem identificar espécies com base no conceito biológico de espécie. Os principais agrupamentos de fungos foram inicialmente delineados com base na morfologia das suas estruturas sexuais e esporos; por exemplo, as estruturas portadoras de esporos, ascos e basídios, podem ser usadas na identificação de ascomicetes e basidiomicetes, respetivamente. Algumas espécies permitem o acasalamento apenas entre indivíduos de tipo reprodutor oposto, enquanto noutras podem acasalar e reproduzir-se sexuadamente com qualquer outro indivíduo ou com eles mesmos. As primeiras dizem-se heterotálicas e as segundas homotálicas.
A maioria dos fungos tem um estágio haploide e um estágio diploide nos seus ciclos de vida. Nos fungos de reprodução sexuada, os indivíduos compatíveis podem combinar-se fundindo as suas hifas numa rede interconetada; este processo, anastomose, é requerido para o início do ciclo sexual. Os ascomicetes e os basidiomicetes passam por um estágio dicariótico, no qual os núcleos herdados dos dois pais não se combinam imediatamente após a fusão celular, antes permanecendo separados nas células hifais (ver heterocariose).

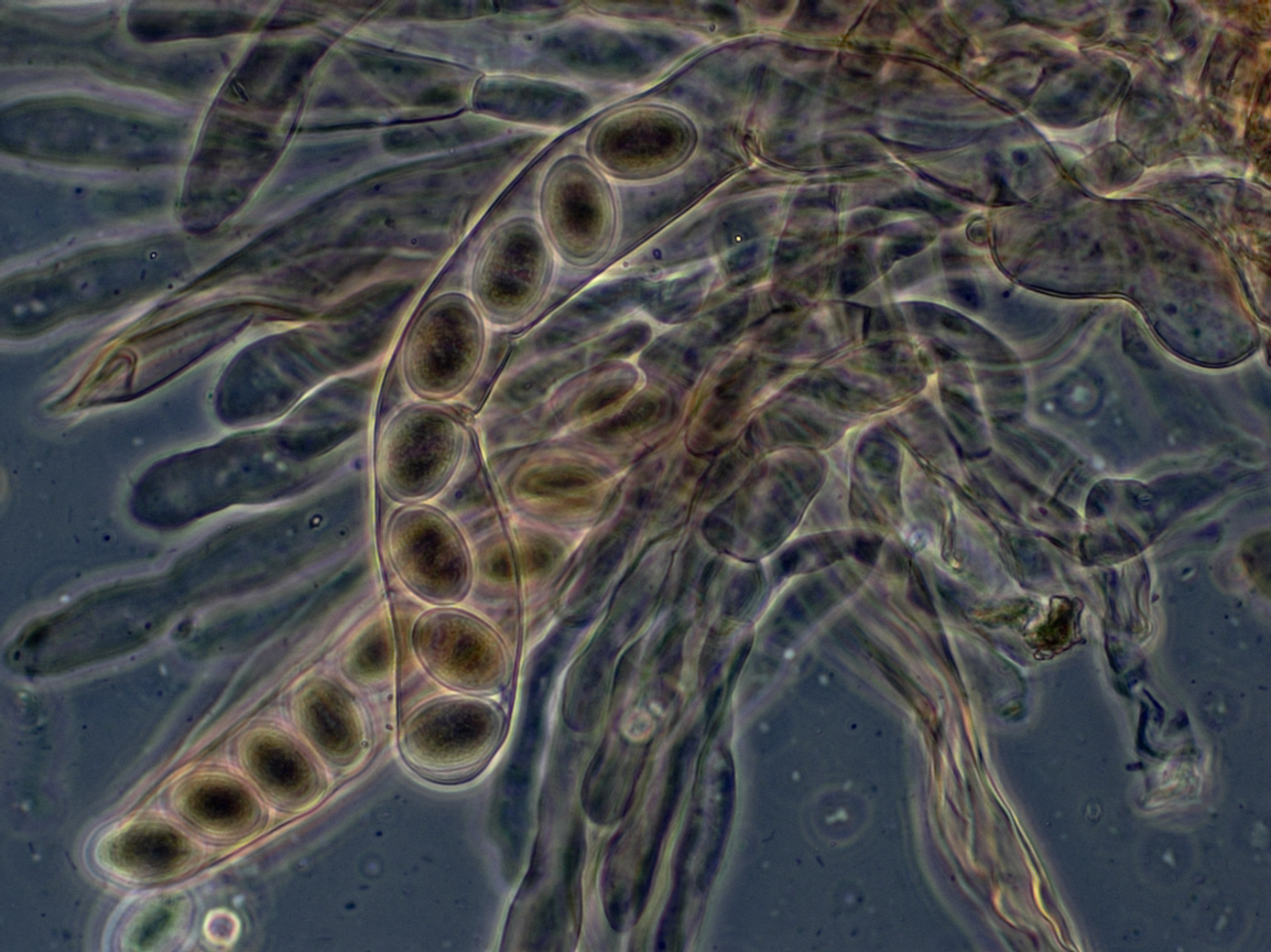
Ascos de Morchella elata com oito esporos, vistos com microscópio de contraste de fase.

Nos ascomicetes, as hifas dicarióticas do himénio (a camada de tecido portador de esporos) formam um gancho caraterístico no septo hifal. Durante a divisão celular, a formação do gancho assegura a correta distribuição dos núcleos recém-divididos nos compartimentos hifais apical e basal. Forma-se então um asco, no qual ocorre cariogamia (fusão dos núcleos). Os ascos estão contidos num ascocarpo, ou corpo frutífero. A cariogamia nos ascos é imediatamente seguida de meiose e pela produção de ascósporos. Após a dispersão, os ascósporos podem germinar e formar um novo micélio haploide.
A reprodução sexuada dos basidiomicetes é semelhante à dos ascomicetes. Hifas haploides compatíveis fundem-se para dar origem a um micélio dicariótico. Porém, a fase dicariótica é mais extensa nos basidiomicetes, estando muitas vezes presente também no micélio em crescimento vegetativo. Uma estrutura anatómica especializada, chamada fíbula, forma-se em cada septo hifal. Tal como com o gancho estruturalmente similar dos ascomicetes, a fíbula dos basidiomicetes é requerida para a transferência controlada de núcleos durante a divisão celular, para manter um estágio dicariótico com dois núcleos geneticamente diferentes em cada compartimento hifal. Forma-se um basidiocarpo, no qual estruturas em forma de bastão chamadas basídios geram basidiósporos haploides após cariogamia e meiose. Os basidiocarpos mais vulgarmente conhecidos são os cogumelos, mas também podem assumir outras formas (ver secção Morfologia).
Nos Glomeromycetes (antes Zygomycetes), as hifas haploides de dois indivíduos fundem-se, formando um gametângio, uma estrutura celular especializada que se torna uma célula produtora de gâmetas férteis. O gametângio evolui para um zigósporo, um esporo com parede espessa formado pela união de gâmetas. Quando o zigósporo germina, sofre meiose, gerando novas hifas haploides, as quais podem então formar esporangiósporos assexuados. Estes esporangiósporos permitem ao fungo dispersar-se rapidamente e germinar como micélios haploides geneticamente idênticos.

### Dispersão de esporos

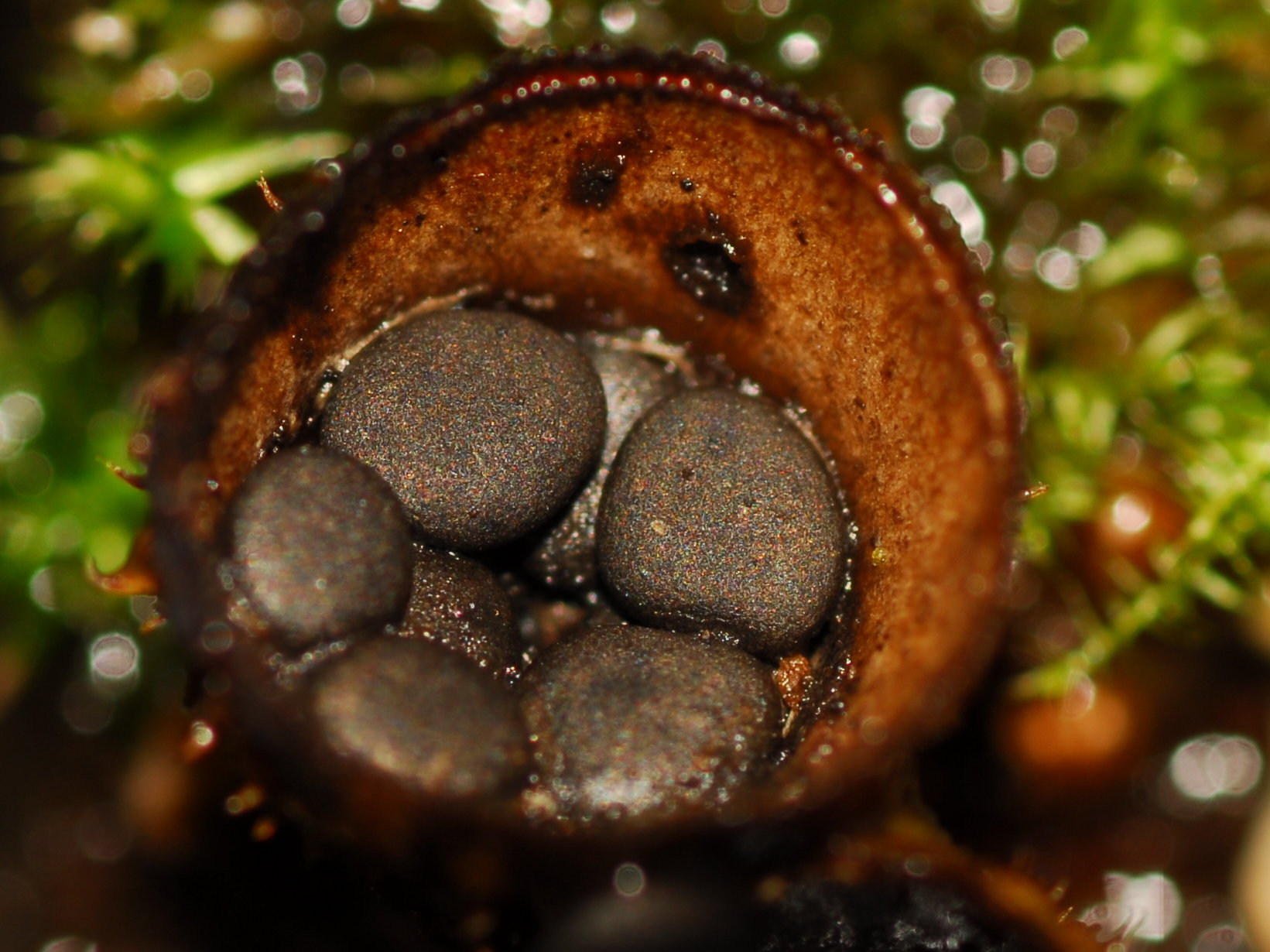
O fungo ninho-de-pássaro Cyathus stercoreus.

Tanto os esporos assexuados como os sexuados (esporangiósporos) são frequentemente dispersos por ejeção forçada desde as suas estruturas reprodutoras. Esta ejeção garante a saída dos esporos das estruturas reprodutoras bem como a deslocação através do ar por grandes distâncias.
Mecanismos fisiológicos e mecânicos especializados, bem como as estruturas superficiais dos esporos (como as hidrofobinas), permitem a ejeção eficiente do esporo. Por exemplo, a estrutura das células portadoras de esporos de algumas espécies de ascomicetes é tal, que a acumulação de substâncias que afetam o volume celular e o equilíbrio de fluidos, permite a descarga explosiva dos esporos no ar. A descarga forçada de esporos individuais, designados «balistósporos», envolve a formação de uma pequena gota de água (gota de Buller), que por contacto com o esporo leva à sua libertação com uma aceleração inicial superior a 10 000g; o resultado é o esporo ser ejetado a 0,01 – 0,02 cm, distância suficiente para que caia através das lamelas, ou poros, para o ar abaixo. Outros fungos, como os do género Lycoperdon, dependem de mecanismos alternativos para a libertação dos esporos, como forças mecânicas exteriores. O fungo ninho-de-pássaro usa a força das gotas de água em queda para libertar os esporos dos corpos frutíferos em forma de taça. Outra estratégia é observada em Phallaceae, um grupo de fungos com cores vivas e odor pútrido, que atraem insetos para dispersarem os seus esporos.

### Outros processos sexuados

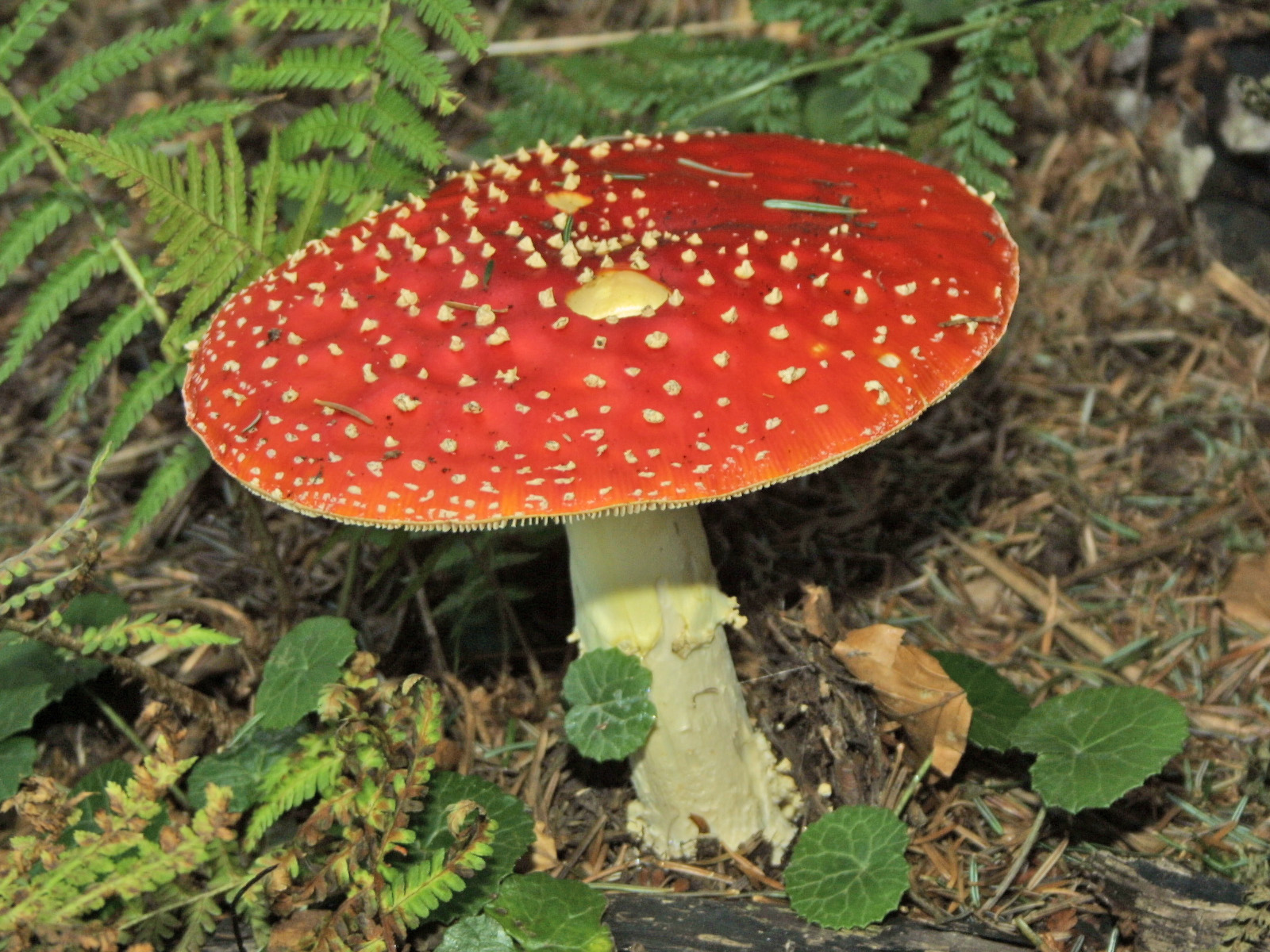
Amanita muscaria.

Além da reprodução sexuada normal com meiose, certos fungos, como os dos géneros Penicillium e Aspergillus, podem trocar material genético por processos parassexuais, iniciados pela anastomose entre as hifas e plasmogamia das células dos fungos.
A frequência e importância relativa dos eventos parassexuais não são claras, e podem ser menores que as dos outros processos sexuados. Sabe-se que tem um papel na hibridização intra-específica. e é provavelmente requerida para a hibridização entre espécies, a qual foi associada com os principais eventos na evolução dos fungos.

## Evolução
Em contraste com os dados conhecidos sobre a história evolutiva das plantas e animais, o registo fóssil antigo dos fungos é muito escasso. Entre os fatores que provavelmente contribuem para a sub-representação das espécies de fungos no registo fóssil incluem-se a natureza dos esporocarpos, que são tecidos moles, carnosos, e facilmente degradáveis, bem como as dimensões microscópicas da maioria das estruturas fúngicas, as quais não são, portanto, muito evidentes. Os fósseis de fungos são difíceis de distinguir daqueles de outros micróbios, e são mais facilmente identificáveis quando se assemelham a fungos atualmente existentes. Muitas vezes recuperadas de um hospedeiro vegetal ou animal permineralizado, estas amostras são tipicamente estudadas usando preparações em lâmina delgada que podem ser examinadas com o microscópio ótico ou por microscópio eletrónico de transmissão. Os fósseis de compressão são estudados por dissolução da matriz circundante com ácido e usando os meios de microscopia já indicados para examinar os detalhes da sua superfície.
Os mais antigos fósseis que apresentam caraterísticas típicas dos fungos datam do éon Proterozoico, há cerca de 1 430 milhões de anos; estes organismos bênticos multicelulares possuíam estruturas filamentosas com septos, e eram capazes de anastomose. Estudos mais recentes (2009), estimam o aparecimento de organismos fúngicos há aproximadamente 760 – 1060 milhões de anos com base em comparações das taxa de evolução em grupos aparentados. Durante grande parte da era paleozoica (há 542 – 251 milhões de anos), os fungos parecem ter sido aquáticos e consistiriam de organismos semelhantes aos atuais quitrídios, com esporos flagelados.
 A adaptação evolutiva a um modo de vida terrestre necessitou uma diversificação das estratégias ecológicas para a obtenção de nutrientes, incluindo o parasitismo, o saprobismo, e o desenvolvimento de relações mutualistas como as micorrizas e a liquenização. Estudos recentes (2009) sugerem que o estado ecológico ancestral dos Ascomycota era o saprobismo e que eventos independentes de liquenização ocorreram múltiplas vezes.
Os fungos colonizaram a terra provavelmente durante o Câmbrico (há 542 – 488 milhões de anos), muito antes das plantas terrestres. Hifas fossilizadas e esporos recuperados do Ordovícico de Wisconsin (460 milhões de anos) assemelham-se a Glomerales atuais, e existiram numa altura em que a flora terrestre provavelmente consistia apenas de plantas avasculares semelhantes às briófitas. Prototaxites, que era provavelmente um fungo ou um líquen, terá sido o organismo mais alto do final do Silúrico. Os fósseis de fungos apenas se tornam comuns e incontroversos no início do Devónico (há 416 – 359 milhões de anos), sendo abundantes no cherte de Rhynie, sobretudo Zygomycota e Chytridiomycota. Por esta mesma altura, há cerca de 400 milhões de anos, os Ascomycota e os Basidiomycota divergiram, e todas as classes de fungos modernos estavam presentes no final do Carbónico (Pennsylvaniano, há 318 – 299 milhões de anos). A evidência mais antiga de fungo terrestre pode ser um pequeno microfóssil com 635 milhões de anos, encontrado em uma caverna no sul da China.
Fósseis semelhantes a líquenes foram encontrados na formação Doushantuo no sul da China, datados de há 635 a 551 milhões de anos. Os líquenes eram um componente dos primeiros ecossistemas terrestres, e a idade estimada do mais antigo fóssil de líquen terrestre é 400 milhões de anos; esta data corresponde à idade do mais antigo esporocarpo fóssil conhecido, uma espécie de Paleopyrenomycites encontrada no cherte de Rhynie. O mais antigo fóssil com caraterísticas microscópicas semelhantes aos atuais basidiomicetes é Palaeoancistrus, encontrado permineralizado com um feto do Pennsylvaniano. Raros no registo fóssil são os Homobasidiomycetes (um táxon aproximadamente equivalente às espécies produtoras de cogumelos de Agaricomycetes). Dois espécimes preservados em âmbar constituem evidência de que os mais antigos fungos produtores de cogumelos que se conhecem (a espécie extinta Archaeomarasmius legletti) surgiram durante o Cretáceo Médio, há 90 milhões de anos.
Algum tempo após a extinção permo-triássica (há 251 milhões de anos), ocorreu um pico de abundância de fungos (originalmente entendido como uma abundância extraordinária de esporos de fungos nos sedimentos), sugerindo que os fungos eram a forma de vida dominante deste período, representando quase 100% do registo fóssil disponível para o mesmo. Contudo, a proporção relativa de esporos fúngicos relativamente aos esporos formados por espécies de algas, é difícil de avaliar, o pico não apareceu em todo o mundo, e em muitos locais não diminuiu no limite permo-triássico.

## Taxonomia
Embora tradicionalmente incluídos em muitos programas e manuais de botânica, pensa-se agora que os fungos estão mais próximos dos animais do que das plantas e são colocados juntamente com os animais no grupo monofilético dos opistocontes. Análises feitas usando a filogenética molecular suportam a origem monofilética dos fungos. A taxonomia dos fungos encontra-se num estado de fluxo constante, especialmente devido a pesquisas recentes baseadas em comparações de ADN (ácido desoxirribonucleico). Estas análises filogenéticas atuais revogam frequentemente classificações baseadas em métodos mais antigos e menos discriminatórios, baseados em traços morfológicos e conceitos biológicos de espécie, obtidos de acasalamentos experimentais.
Não existe um sistema único de aceitação geral para os níveis taxonómicos mais elevados e ocorrem frequentes mudanças de nomes em todos os patamares acima de espécie. Existem actualmente esforços entre os investigadores para estabelecer e encorajar o uso de uma nomenclatura unificada e mais consistente. As espécies de fungos podem também ter múltiplos nomes científicos dependendo do seu ciclo de vida e modo de reprodução (sexuada ou assexuada). Os sítios da internet como Index Fungorum e ITIS listam nomes atuais das espécies de fungos (com referências cruzadas para os sinónimos mais antigos).
A classificação do reino Fungi de 2007 é o resultado de um trabalho de investigação colaborativa em grande escala envolvendo dezenas de micologistas e outros cientistas que trabalham sobre a taxonomia dos fungos. Esta classificação reconhece oito filos, dois dos quais - Ascomycota e Basidiomycota – estão contidos num ramo que representa o sub-reino Dikarya. O cladograma à direita representa os principais táxons de fungos e a sua relação com os organismos opistocontes e unicontes. Os comprimentos dos ramos desta árvore não são proporcionais às distâncias evolutivas.
|  | \| \| Rozellomycota \| \| \| \| \| \| Microsporidiomycota \| \| \| \| |
|  |                                                                       |
|  | Rozellomycota                                                         |
|  |                                                                       |
|  | Microsporidiomycota                                                   |
|  |                                                                       |

|  | Rozellomycota       |
|  |                     |
|  | Microsporidiomycota |
|  |                     |

|  | Chytridiomycota       |
|  |                       |
|  | Neocallimastigomycota |
|  |                       |

|  | Mucoromycota  |
|  |               |
|  | Glomeromycota |
|  |               |

|  | Entorrhizomycota                                             |
|  |                                                              |
|  | \| \| Ascomycota \| \| \| \| \| \| Basidiomycota \| \| \| \| |
|  |                                                              |
|  | Ascomycota                                                   |
|  |                                                              |
|  | Basidiomycota                                                |
|  |                                                              |

|  | Ascomycota    |
|  |               |
|  | Basidiomycota |
|  |               |

|  | Mucoromycota  |
|  |               |
|  | Glomeromycota |
|  |               |

|  | Entorrhizomycota                                             |
|  |                                                              |
|  | \| \| Ascomycota \| \| \| \| \| \| Basidiomycota \| \| \| \| |
|  |                                                              |
|  | Ascomycota                                                   |
|  |                                                              |
|  | Basidiomycota                                                |
|  |                                                              |

|  | Ascomycota    |
|  |               |
|  | Basidiomycota |
|  |               |

|  | Mucoromycota  |
|  |               |
|  | Glomeromycota |
|  |               |

|  | Entorrhizomycota                                             |
|  |                                                              |
|  | \| \| Ascomycota \| \| \| \| \| \| Basidiomycota \| \| \| \| |
|  |                                                              |
|  | Ascomycota                                                   |
|  |                                                              |
|  | Basidiomycota                                                |
|  |                                                              |

|  | Ascomycota    |
|  |               |
|  | Basidiomycota |
|  |               |

|  | Mucoromycota  |
|  |               |
|  | Glomeromycota |
|  |               |

|  | Entorrhizomycota                                             |
|  |                                                              |
|  | \| \| Ascomycota \| \| \| \| \| \| Basidiomycota \| \| \| \| |
|  |                                                              |
|  | Ascomycota                                                   |
|  |                                                              |
|  | Basidiomycota                                                |
|  |                                                              |

|  | Ascomycota    |
|  |               |
|  | Basidiomycota |
|  |               |

|  | Mucoromycota  |
|  |               |
|  | Glomeromycota |
|  |               |

|  | Entorrhizomycota                                             |
|  |                                                              |
|  | \| \| Ascomycota \| \| \| \| \| \| Basidiomycota \| \| \| \| |
|  |                                                              |
|  | Ascomycota                                                   |
|  |                                                              |
|  | Basidiomycota                                                |
|  |                                                              |

|  | Ascomycota    |
|  |               |
|  | Basidiomycota |
|  |               |

|  | Mucoromycota  |
|  |               |
|  | Glomeromycota |
|  |               |

|  | Entorrhizomycota                                             |
|  |                                                              |
|  | \| \| Ascomycota \| \| \| \| \| \| Basidiomycota \| \| \| \| |
|  |                                                              |
|  | Ascomycota                                                   |
|  |                                                              |
|  | Basidiomycota                                                |
|  |                                                              |

|  | Ascomycota    |
|  |               |
|  | Basidiomycota |
|  |               |

|  | Mucoromycota  |
|  |               |
|  | Glomeromycota |
|  |               |

|  | Entorrhizomycota                                             |
|  |                                                              |
|  | \| \| Ascomycota \| \| \| \| \| \| Basidiomycota \| \| \| \| |
|  |                                                              |
|  | Ascomycota                                                   |
|  |                                                              |
|  | Basidiomycota                                                |
|  |                                                              |

|  | Ascomycota    |
|  |               |
|  | Basidiomycota |
|  |               |

|  | Mucoromycota  |
|  |               |
|  | Glomeromycota |
|  |               |

|  | Entorrhizomycota                                             |
|  |                                                              |
|  | \| \| Ascomycota \| \| \| \| \| \| Basidiomycota \| \| \| \| |
|  |                                                              |
|  | Ascomycota                                                   |
|  |                                                              |
|  | Basidiomycota                                                |
|  |                                                              |

|  | Ascomycota    |
|  |               |
|  | Basidiomycota |
|  |               |

|  | Mucoromycota  |
|  |               |
|  | Glomeromycota |
|  |               |

|  | Entorrhizomycota                                             |
|  |                                                              |
|  | \| \| Ascomycota \| \| \| \| \| \| Basidiomycota \| \| \| \| |
|  |                                                              |
|  | Ascomycota                                                   |
|  |                                                              |
|  | Basidiomycota                                                |
|  |                                                              |

|  | Ascomycota    |
|  |               |
|  | Basidiomycota |
|  |               |

|  | Mucoromycota  |
|  |               |
|  | Glomeromycota |
|  |               |

|  | Entorrhizomycota                                             |
|  |                                                              |
|  | \| \| Ascomycota \| \| \| \| \| \| Basidiomycota \| \| \| \| |
|  |                                                              |
|  | Ascomycota                                                   |
|  |                                                              |
|  | Basidiomycota                                                |
|  |                                                              |

|  | Ascomycota    |
|  |               |
|  | Basidiomycota |
|  |               |

|  | Mucoromycota  |
|  |               |
|  | Glomeromycota |
|  |               |

|  | Entorrhizomycota                                             |
|  |                                                              |
|  | \| \| Ascomycota \| \| \| \| \| \| Basidiomycota \| \| \| \| |
|  |                                                              |
|  | Ascomycota                                                   |
|  |                                                              |
|  | Basidiomycota                                                |
|  |                                                              |

|  | Ascomycota    |
|  |               |
|  | Basidiomycota |
|  |               |

|  | Mucoromycota  |
|  |               |
|  | Glomeromycota |
|  |               |

|  | Entorrhizomycota                                             |
|  |                                                              |
|  | \| \| Ascomycota \| \| \| \| \| \| Basidiomycota \| \| \| \| |
|  |                                                              |
|  | Ascomycota                                                   |
|  |                                                              |
|  | Basidiomycota                                                |
|  |                                                              |

|  | Ascomycota    |
|  |               |
|  | Basidiomycota |
|  |               |

|  | Mucoromycota  |
|  |               |
|  | Glomeromycota |
|  |               |

|  | Entorrhizomycota                                             |
|  |                                                              |
|  | \| \| Ascomycota \| \| \| \| \| \| Basidiomycota \| \| \| \| |
|  |                                                              |
|  | Ascomycota                                                   |
|  |                                                              |
|  | Basidiomycota                                                |
|  |                                                              |

|  | Ascomycota    |
|  |               |
|  | Basidiomycota |
|  |               |

|  | Mucoromycota  |
|  |               |
|  | Glomeromycota |
|  |               |

|  | Entorrhizomycota                                             |
|  |                                                              |
|  | \| \| Ascomycota \| \| \| \| \| \| Basidiomycota \| \| \| \| |
|  |                                                              |
|  | Ascomycota                                                   |
|  |                                                              |
|  | Basidiomycota                                                |
|  |                                                              |

|  | Ascomycota    |
|  |               |
|  | Basidiomycota |
|  |               |

|  | Mucoromycota  |
|  |               |
|  | Glomeromycota |
|  |               |

|  | Entorrhizomycota                                             |
|  |                                                              |
|  | \| \| Ascomycota \| \| \| \| \| \| Basidiomycota \| \| \| \| |
|  |                                                              |
|  | Ascomycota                                                   |
|  |                                                              |
|  | Basidiomycota                                                |
|  |                                                              |

|  | Ascomycota    |
|  |               |
|  | Basidiomycota |
|  |               |

|  | Mucoromycota  |
|  |               |
|  | Glomeromycota |
|  |               |

|  | Entorrhizomycota                                             |
|  |                                                              |
|  | \| \| Ascomycota \| \| \| \| \| \| Basidiomycota \| \| \| \| |
|  |                                                              |
|  | Ascomycota                                                   |
|  |                                                              |
|  | Basidiomycota                                                |
|  |                                                              |

|  | Ascomycota    |
|  |               |
|  | Basidiomycota |
|  |               |

|  | Chytridiomycota       |
|  |                       |
|  | Neocallimastigomycota |
|  |                       |

|  | Mucoromycota  |
|  |               |
|  | Glomeromycota |
|  |               |

|  | Entorrhizomycota                                             |
|  |                                                              |
|  | \| \| Ascomycota \| \| \| \| \| \| Basidiomycota \| \| \| \| |
|  |                                                              |
|  | Ascomycota                                                   |
|  |                                                              |
|  | Basidiomycota                                                |
|  |                                                              |

|  | Ascomycota    |
|  |               |
|  | Basidiomycota |
|  |               |

|  | Mucoromycota  |
|  |               |
|  | Glomeromycota |
|  |               |

|  | Entorrhizomycota                                             |
|  |                                                              |
|  | \| \| Ascomycota \| \| \| \| \| \| Basidiomycota \| \| \| \| |
|  |                                                              |
|  | Ascomycota                                                   |
|  |                                                              |
|  | Basidiomycota                                                |
|  |                                                              |

|  | Ascomycota    |
|  |               |
|  | Basidiomycota |
|  |               |

|  | Mucoromycota  |
|  |               |
|  | Glomeromycota |
|  |               |

|  | Entorrhizomycota                                             |
|  |                                                              |
|  | \| \| Ascomycota \| \| \| \| \| \| Basidiomycota \| \| \| \| |
|  |                                                              |
|  | Ascomycota                                                   |
|  |                                                              |
|  | Basidiomycota                                                |
|  |                                                              |

|  | Ascomycota    |
|  |               |
|  | Basidiomycota |
|  |               |

|  | Mucoromycota  |
|  |               |
|  | Glomeromycota |
|  |               |

|  | Entorrhizomycota                                             |
|  |                                                              |
|  | \| \| Ascomycota \| \| \| \| \| \| Basidiomycota \| \| \| \| |
|  |                                                              |
|  | Ascomycota                                                   |
|  |                                                              |
|  | Basidiomycota                                                |
|  |                                                              |

|  | Ascomycota    |
|  |               |
|  | Basidiomycota |
|  |               |

|  | Mucoromycota  |
|  |               |
|  | Glomeromycota |
|  |               |

|  | Entorrhizomycota                                             |
|  |                                                              |
|  | \| \| Ascomycota \| \| \| \| \| \| Basidiomycota \| \| \| \| |
|  |                                                              |
|  | Ascomycota                                                   |
|  |                                                              |
|  | Basidiomycota                                                |
|  |                                                              |

|  | Ascomycota    |
|  |               |
|  | Basidiomycota |
|  |               |

|  | Mucoromycota  |
|  |               |
|  | Glomeromycota |
|  |               |

|  | Entorrhizomycota                                             |
|  |                                                              |
|  | \| \| Ascomycota \| \| \| \| \| \| Basidiomycota \| \| \| \| |
|  |                                                              |
|  | Ascomycota                                                   |
|  |                                                              |
|  | Basidiomycota                                                |
|  |                                                              |

|  | Ascomycota    |
|  |               |
|  | Basidiomycota |
|  |               |

|  | Mucoromycota  |
|  |               |
|  | Glomeromycota |
|  |               |

|  | Entorrhizomycota                                             |
|  |                                                              |
|  | \| \| Ascomycota \| \| \| \| \| \| Basidiomycota \| \| \| \| |
|  |                                                              |
|  | Ascomycota                                                   |
|  |                                                              |
|  | Basidiomycota                                                |
|  |                                                              |

|  | Ascomycota    |
|  |               |
|  | Basidiomycota |
|  |               |

|  | Mucoromycota  |
|  |               |
|  | Glomeromycota |
|  |               |

|  | Entorrhizomycota                                             |
|  |                                                              |
|  | \| \| Ascomycota \| \| \| \| \| \| Basidiomycota \| \| \| \| |
|  |                                                              |
|  | Ascomycota                                                   |
|  |                                                              |
|  | Basidiomycota                                                |
|  |                                                              |

|  | Ascomycota    |
|  |               |
|  | Basidiomycota |
|  |               |

|  | Mucoromycota  |
|  |               |
|  | Glomeromycota |
|  |               |

|  | Entorrhizomycota                                             |
|  |                                                              |
|  | \| \| Ascomycota \| \| \| \| \| \| Basidiomycota \| \| \| \| |
|  |                                                              |
|  | Ascomycota                                                   |
|  |                                                              |
|  | Basidiomycota                                                |
|  |                                                              |

|  | Ascomycota    |
|  |               |
|  | Basidiomycota |
|  |               |

|  | Mucoromycota  |
|  |               |
|  | Glomeromycota |
|  |               |

|  | Entorrhizomycota                                             |
|  |                                                              |
|  | \| \| Ascomycota \| \| \| \| \| \| Basidiomycota \| \| \| \| |
|  |                                                              |
|  | Ascomycota                                                   |
|  |                                                              |
|  | Basidiomycota                                                |
|  |                                                              |

|  | Ascomycota    |
|  |               |
|  | Basidiomycota |
|  |               |

|  | Mucoromycota  |
|  |               |
|  | Glomeromycota |
|  |               |

|  | Entorrhizomycota                                             |
|  |                                                              |
|  | \| \| Ascomycota \| \| \| \| \| \| Basidiomycota \| \| \| \| |
|  |                                                              |
|  | Ascomycota                                                   |
|  |                                                              |
|  | Basidiomycota                                                |
|  |                                                              |

|  | Ascomycota    |
|  |               |
|  | Basidiomycota |
|  |               |

|  | Mucoromycota  |
|  |               |
|  | Glomeromycota |
|  |               |

|  | Entorrhizomycota                                             |
|  |                                                              |
|  | \| \| Ascomycota \| \| \| \| \| \| Basidiomycota \| \| \| \| |
|  |                                                              |
|  | Ascomycota                                                   |
|  |                                                              |
|  | Basidiomycota                                                |
|  |                                                              |

|  | Ascomycota    |
|  |               |
|  | Basidiomycota |
|  |               |

|  | Mucoromycota  |
|  |               |
|  | Glomeromycota |
|  |               |

|  | Entorrhizomycota                                             |
|  |                                                              |
|  | \| \| Ascomycota \| \| \| \| \| \| Basidiomycota \| \| \| \| |
|  |                                                              |
|  | Ascomycota                                                   |
|  |                                                              |
|  | Basidiomycota                                                |
|  |                                                              |

|  | Ascomycota    |
|  |               |
|  | Basidiomycota |
|  |               |

|  | Mucoromycota  |
|  |               |
|  | Glomeromycota |
|  |               |

|  | Entorrhizomycota                                             |
|  |                                                              |
|  | \| \| Ascomycota \| \| \| \| \| \| Basidiomycota \| \| \| \| |
|  |                                                              |
|  | Ascomycota                                                   |
|  |                                                              |
|  | Basidiomycota                                                |
|  |                                                              |

|  | Ascomycota    |
|  |               |
|  | Basidiomycota |
|  |               |

|  | Mucoromycota  |
|  |               |
|  | Glomeromycota |
|  |               |

|  | Entorrhizomycota                                             |
|  |                                                              |
|  | \| \| Ascomycota \| \| \| \| \| \| Basidiomycota \| \| \| \| |
|  |                                                              |
|  | Ascomycota                                                   |
|  |                                                              |
|  | Basidiomycota                                                |
|  |                                                              |

|  | Ascomycota    |
|  |               |
|  | Basidiomycota |
|  |               |

|  | Mucoromycota  |
|  |               |
|  | Glomeromycota |
|  |               |

|  | Entorrhizomycota                                             |
|  |                                                              |
|  | \| \| Ascomycota \| \| \| \| \| \| Basidiomycota \| \| \| \| |
|  |                                                              |
|  | Ascomycota                                                   |
|  |                                                              |
|  | Basidiomycota                                                |
|  |                                                              |

|  | Ascomycota    |
|  |               |
|  | Basidiomycota |
|  |               |

|  | Chytridiomycota       |
|  |                       |
|  | Neocallimastigomycota |
|  |                       |

|  | Mucoromycota  |
|  |               |
|  | Glomeromycota |
|  |               |

|  | Entorrhizomycota                                             |
|  |                                                              |
|  | \| \| Ascomycota \| \| \| \| \| \| Basidiomycota \| \| \| \| |
|  |                                                              |
|  | Ascomycota                                                   |
|  |                                                              |
|  | Basidiomycota                                                |
|  |                                                              |

|  | Ascomycota    |
|  |               |
|  | Basidiomycota |
|  |               |

|  | Mucoromycota  |
|  |               |
|  | Glomeromycota |
|  |               |

|  | Entorrhizomycota                                             |
|  |                                                              |
|  | \| \| Ascomycota \| \| \| \| \| \| Basidiomycota \| \| \| \| |
|  |                                                              |
|  | Ascomycota                                                   |
|  |                                                              |
|  | Basidiomycota                                                |
|  |                                                              |

|  | Ascomycota    |
|  |               |
|  | Basidiomycota |
|  |               |

|  | Mucoromycota  |
|  |               |
|  | Glomeromycota |
|  |               |

|  | Entorrhizomycota                                             |
|  |                                                              |
|  | \| \| Ascomycota \| \| \| \| \| \| Basidiomycota \| \| \| \| |
|  |                                                              |
|  | Ascomycota                                                   |
|  |                                                              |
|  | Basidiomycota                                                |
|  |                                                              |

|  | Ascomycota    |
|  |               |
|  | Basidiomycota |
|  |               |

|  | Mucoromycota  |
|  |               |
|  | Glomeromycota |
|  |               |

|  | Entorrhizomycota                                             |
|  |                                                              |
|  | \| \| Ascomycota \| \| \| \| \| \| Basidiomycota \| \| \| \| |
|  |                                                              |
|  | Ascomycota                                                   |
|  |                                                              |
|  | Basidiomycota                                                |
|  |                                                              |

|  | Ascomycota    |
|  |               |
|  | Basidiomycota |
|  |               |

|  | Mucoromycota  |
|  |               |
|  | Glomeromycota |
|  |               |

|  | Entorrhizomycota                                             |
|  |                                                              |
|  | \| \| Ascomycota \| \| \| \| \| \| Basidiomycota \| \| \| \| |
|  |                                                              |
|  | Ascomycota                                                   |
|  |                                                              |
|  | Basidiomycota                                                |
|  |                                                              |

|  | Ascomycota    |
|  |               |
|  | Basidiomycota |
|  |               |

|  | Mucoromycota  |
|  |               |
|  | Glomeromycota |
|  |               |

|  | Entorrhizomycota                                             |
|  |                                                              |
|  | \| \| Ascomycota \| \| \| \| \| \| Basidiomycota \| \| \| \| |
|  |                                                              |
|  | Ascomycota                                                   |
|  |                                                              |
|  | Basidiomycota                                                |
|  |                                                              |

|  | Ascomycota    |
|  |               |
|  | Basidiomycota |
|  |               |

|  | Mucoromycota  |
|  |               |
|  | Glomeromycota |
|  |               |

|  | Entorrhizomycota                                             |
|  |                                                              |
|  | \| \| Ascomycota \| \| \| \| \| \| Basidiomycota \| \| \| \| |
|  |                                                              |
|  | Ascomycota                                                   |
|  |                                                              |
|  | Basidiomycota                                                |
|  |                                                              |

|  | Ascomycota    |
|  |               |
|  | Basidiomycota |
|  |               |

|  | Mucoromycota  |
|  |               |
|  | Glomeromycota |
|  |               |

|  | Entorrhizomycota                                             |
|  |                                                              |
|  | \| \| Ascomycota \| \| \| \| \| \| Basidiomycota \| \| \| \| |
|  |                                                              |
|  | Ascomycota                                                   |
|  |                                                              |
|  | Basidiomycota                                                |
|  |                                                              |

|  | Ascomycota    |
|  |               |
|  | Basidiomycota |
|  |               |

|  | Mucoromycota  |
|  |               |
|  | Glomeromycota |
|  |               |

|  | Entorrhizomycota                                             |
|  |                                                              |
|  | \| \| Ascomycota \| \| \| \| \| \| Basidiomycota \| \| \| \| |
|  |                                                              |
|  | Ascomycota                                                   |
|  |                                                              |
|  | Basidiomycota                                                |
|  |                                                              |

|  | Ascomycota    |
|  |               |
|  | Basidiomycota |
|  |               |

|  | Mucoromycota  |
|  |               |
|  | Glomeromycota |
|  |               |

|  | Entorrhizomycota                                             |
|  |                                                              |
|  | \| \| Ascomycota \| \| \| \| \| \| Basidiomycota \| \| \| \| |
|  |                                                              |
|  | Ascomycota                                                   |
|  |                                                              |
|  | Basidiomycota                                                |
|  |                                                              |

|  | Ascomycota    |
|  |               |
|  | Basidiomycota |
|  |               |

|  | Mucoromycota  |
|  |               |
|  | Glomeromycota |
|  |               |

|  | Entorrhizomycota                                             |
|  |                                                              |
|  | \| \| Ascomycota \| \| \| \| \| \| Basidiomycota \| \| \| \| |
|  |                                                              |
|  | Ascomycota                                                   |
|  |                                                              |
|  | Basidiomycota                                                |
|  |                                                              |

|  | Ascomycota    |
|  |               |
|  | Basidiomycota |
|  |               |

|  | Mucoromycota  |
|  |               |
|  | Glomeromycota |
|  |               |

|  | Entorrhizomycota                                             |
|  |                                                              |
|  | \| \| Ascomycota \| \| \| \| \| \| Basidiomycota \| \| \| \| |
|  |                                                              |
|  | Ascomycota                                                   |
|  |                                                              |
|  | Basidiomycota                                                |
|  |                                                              |

|  | Ascomycota    |
|  |               |
|  | Basidiomycota |
|  |               |

|  | Mucoromycota  |
|  |               |
|  | Glomeromycota |
|  |               |

|  | Entorrhizomycota                                             |
|  |                                                              |
|  | \| \| Ascomycota \| \| \| \| \| \| Basidiomycota \| \| \| \| |
|  |                                                              |
|  | Ascomycota                                                   |
|  |                                                              |
|  | Basidiomycota                                                |
|  |                                                              |

|  | Ascomycota    |
|  |               |
|  | Basidiomycota |
|  |               |

|  | Mucoromycota  |
|  |               |
|  | Glomeromycota |
|  |               |

|  | Entorrhizomycota                                             |
|  |                                                              |
|  | \| \| Ascomycota \| \| \| \| \| \| Basidiomycota \| \| \| \| |
|  |                                                              |
|  | Ascomycota                                                   |
|  |                                                              |
|  | Basidiomycota                                                |
|  |                                                              |

|  | Ascomycota    |
|  |               |
|  | Basidiomycota |
|  |               |

|  | Mucoromycota  |
|  |               |
|  | Glomeromycota |
|  |               |

|  | Entorrhizomycota                                             |
|  |                                                              |
|  | \| \| Ascomycota \| \| \| \| \| \| Basidiomycota \| \| \| \| |
|  |                                                              |
|  | Ascomycota                                                   |
|  |                                                              |
|  | Basidiomycota                                                |
|  |                                                              |

|  | Ascomycota    |
|  |               |
|  | Basidiomycota |
|  |               |

|  | Mucoromycota  |
|  |               |
|  | Glomeromycota |
|  |               |

|  | Entorrhizomycota                                             |
|  |                                                              |
|  | \| \| Ascomycota \| \| \| \| \| \| Basidiomycota \| \| \| \| |
|  |                                                              |
|  | Ascomycota                                                   |
|  |                                                              |
|  | Basidiomycota                                                |
|  |                                                              |

|  | Ascomycota    |
|  |               |
|  | Basidiomycota |
|  |               |

|  | Chytridiomycota       |
|  |                       |
|  | Neocallimastigomycota |
|  |                       |

|  | Mucoromycota  |
|  |               |
|  | Glomeromycota |
|  |               |

|  | Entorrhizomycota                                             |
|  |                                                              |
|  | \| \| Ascomycota \| \| \| \| \| \| Basidiomycota \| \| \| \| |
|  |                                                              |
|  | Ascomycota                                                   |
|  |                                                              |
|  | Basidiomycota                                                |
|  |                                                              |

|  | Ascomycota    |
|  |               |
|  | Basidiomycota |
|  |               |

|  | Mucoromycota  |
|  |               |
|  | Glomeromycota |
|  |               |

|  | Entorrhizomycota                                             |
|  |                                                              |
|  | \| \| Ascomycota \| \| \| \| \| \| Basidiomycota \| \| \| \| |
|  |                                                              |
|  | Ascomycota                                                   |
|  |                                                              |
|  | Basidiomycota                                                |
|  |                                                              |

|  | Ascomycota    |
|  |               |
|  | Basidiomycota |
|  |               |

|  | Mucoromycota  |
|  |               |
|  | Glomeromycota |
|  |               |

|  | Entorrhizomycota                                             |
|  |                                                              |
|  | \| \| Ascomycota \| \| \| \| \| \| Basidiomycota \| \| \| \| |
|  |                                                              |
|  | Ascomycota                                                   |
|  |                                                              |
|  | Basidiomycota                                                |
|  |                                                              |

|  | Ascomycota    |
|  |               |
|  | Basidiomycota |
|  |               |

|  | Mucoromycota  |
|  |               |
|  | Glomeromycota |
|  |               |

|  | Entorrhizomycota                                             |
|  |                                                              |
|  | \| \| Ascomycota \| \| \| \| \| \| Basidiomycota \| \| \| \| |
|  |                                                              |
|  | Ascomycota                                                   |
|  |                                                              |
|  | Basidiomycota                                                |
|  |                                                              |

|  | Ascomycota    |
|  |               |
|  | Basidiomycota |
|  |               |

|  | Mucoromycota  |
|  |               |
|  | Glomeromycota |
|  |               |

|  | Entorrhizomycota                                             |
|  |                                                              |
|  | \| \| Ascomycota \| \| \| \| \| \| Basidiomycota \| \| \| \| |
|  |                                                              |
|  | Ascomycota                                                   |
|  |                                                              |
|  | Basidiomycota                                                |
|  |                                                              |

|  | Ascomycota    |
|  |               |
|  | Basidiomycota |
|  |               |

|  | Mucoromycota  |
|  |               |
|  | Glomeromycota |
|  |               |

|  | Entorrhizomycota                                             |
|  |                                                              |
|  | \| \| Ascomycota \| \| \| \| \| \| Basidiomycota \| \| \| \| |
|  |                                                              |
|  | Ascomycota                                                   |
|  |                                                              |
|  | Basidiomycota                                                |
|  |                                                              |

|  | Ascomycota    |
|  |               |
|  | Basidiomycota |
|  |               |

|  | Mucoromycota  |
|  |               |
|  | Glomeromycota |
|  |               |

|  | Entorrhizomycota                                             |
|  |                                                              |
|  | \| \| Ascomycota \| \| \| \| \| \| Basidiomycota \| \| \| \| |
|  |                                                              |
|  | Ascomycota                                                   |
|  |                                                              |
|  | Basidiomycota                                                |
|  |                                                              |

|  | Ascomycota    |
|  |               |
|  | Basidiomycota |
|  |               |

|  | Mucoromycota  |
|  |               |
|  | Glomeromycota |
|  |               |

|  | Entorrhizomycota                                             |
|  |                                                              |
|  | \| \| Ascomycota \| \| \| \| \| \| Basidiomycota \| \| \| \| |
|  |                                                              |
|  | Ascomycota                                                   |
|  |                                                              |
|  | Basidiomycota                                                |
|  |                                                              |

|  | Ascomycota    |
|  |               |
|  | Basidiomycota |
|  |               |

|  | Mucoromycota  |
|  |               |
|  | Glomeromycota |
|  |               |

|  | Entorrhizomycota                                             |
|  |                                                              |
|  | \| \| Ascomycota \| \| \| \| \| \| Basidiomycota \| \| \| \| |
|  |                                                              |
|  | Ascomycota                                                   |
|  |                                                              |
|  | Basidiomycota                                                |
|  |                                                              |

|  | Ascomycota    |
|  |               |
|  | Basidiomycota |
|  |               |

|  | Mucoromycota  |
|  |               |
|  | Glomeromycota |
|  |               |

|  | Entorrhizomycota                                             |
|  |                                                              |
|  | \| \| Ascomycota \| \| \| \| \| \| Basidiomycota \| \| \| \| |
|  |                                                              |
|  | Ascomycota                                                   |
|  |                                                              |
|  | Basidiomycota                                                |
|  |                                                              |

|  | Ascomycota    |
|  |               |
|  | Basidiomycota |
|  |               |

|  | Mucoromycota  |
|  |               |
|  | Glomeromycota |
|  |               |

|  | Entorrhizomycota                                             |
|  |                                                              |
|  | \| \| Ascomycota \| \| \| \| \| \| Basidiomycota \| \| \| \| |
|  |                                                              |
|  | Ascomycota                                                   |
|  |                                                              |
|  | Basidiomycota                                                |
|  |                                                              |

|  | Ascomycota    |
|  |               |
|  | Basidiomycota |
|  |               |

|  | Mucoromycota  |
|  |               |
|  | Glomeromycota |
|  |               |

|  | Entorrhizomycota                                             |
|  |                                                              |
|  | \| \| Ascomycota \| \| \| \| \| \| Basidiomycota \| \| \| \| |
|  |                                                              |
|  | Ascomycota                                                   |
|  |                                                              |
|  | Basidiomycota                                                |
|  |                                                              |

|  | Ascomycota    |
|  |               |
|  | Basidiomycota |
|  |               |

|  | Mucoromycota  |
|  |               |
|  | Glomeromycota |
|  |               |

|  | Entorrhizomycota                                             |
|  |                                                              |
|  | \| \| Ascomycota \| \| \| \| \| \| Basidiomycota \| \| \| \| |
|  |                                                              |
|  | Ascomycota                                                   |
|  |                                                              |
|  | Basidiomycota                                                |
|  |                                                              |

|  | Ascomycota    |
|  |               |
|  | Basidiomycota |
|  |               |

|  | Mucoromycota  |
|  |               |
|  | Glomeromycota |
|  |               |

|  | Entorrhizomycota                                             |
|  |                                                              |
|  | \| \| Ascomycota \| \| \| \| \| \| Basidiomycota \| \| \| \| |
|  |                                                              |
|  | Ascomycota                                                   |
|  |                                                              |
|  | Basidiomycota                                                |
|  |                                                              |

|  | Ascomycota    |
|  |               |
|  | Basidiomycota |
|  |               |

|  | Mucoromycota  |
|  |               |
|  | Glomeromycota |
|  |               |

|  | Entorrhizomycota                                             |
|  |                                                              |
|  | \| \| Ascomycota \| \| \| \| \| \| Basidiomycota \| \| \| \| |
|  |                                                              |
|  | Ascomycota                                                   |
|  |                                                              |
|  | Basidiomycota                                                |
|  |                                                              |

|  | Ascomycota    |
|  |               |
|  | Basidiomycota |
|  |               |

|  | Mucoromycota  |
|  |               |
|  | Glomeromycota |
|  |               |

|  | Entorrhizomycota                                             |
|  |                                                              |
|  | \| \| Ascomycota \| \| \| \| \| \| Basidiomycota \| \| \| \| |
|  |                                                              |
|  | Ascomycota                                                   |
|  |                                                              |
|  | Basidiomycota                                                |
|  |                                                              |

|  | Ascomycota    |
|  |               |
|  | Basidiomycota |
|  |               |

|  | \| \| Rozellomycota \| \| \| \| \| \| Microsporidiomycota \| \| \| \| |
|  |                                                                       |
|  | Rozellomycota                                                         |
|  |                                                                       |
|  | Microsporidiomycota                                                   |
|  |                                                                       |

|  | Rozellomycota       |
|  |                     |
|  | Microsporidiomycota |
|  |                     |

|  | Chytridiomycota       |
|  |                       |
|  | Neocallimastigomycota |
|  |                       |

|  | Mucoromycota  |
|  |               |
|  | Glomeromycota |
|  |               |

|  | Entorrhizomycota                                             |
|  |                                                              |
|  | \| \| Ascomycota \| \| \| \| \| \| Basidiomycota \| \| \| \| |
|  |                                                              |
|  | Ascomycota                                                   |
|  |                                                              |
|  | Basidiomycota                                                |
|  |                                                              |

|  | Ascomycota    |
|  |               |
|  | Basidiomycota |
|  |               |

|  | Mucoromycota  |
|  |               |
|  | Glomeromycota |
|  |               |

|  | Entorrhizomycota                                             |
|  |                                                              |
|  | \| \| Ascomycota \| \| \| \| \| \| Basidiomycota \| \| \| \| |
|  |                                                              |
|  | Ascomycota                                                   |
|  |                                                              |
|  | Basidiomycota                                                |
|  |                                                              |

|  | Ascomycota    |
|  |               |
|  | Basidiomycota |
|  |               |

|  | Mucoromycota  |
|  |               |
|  | Glomeromycota |
|  |               |

|  | Entorrhizomycota                                             |
|  |                                                              |
|  | \| \| Ascomycota \| \| \| \| \| \| Basidiomycota \| \| \| \| |
|  |                                                              |
|  | Ascomycota                                                   |
|  |                                                              |
|  | Basidiomycota                                                |
|  |                                                              |

|  | Ascomycota    |
|  |               |
|  | Basidiomycota |
|  |               |

|  | Mucoromycota  |
|  |               |
|  | Glomeromycota |
|  |               |

|  | Entorrhizomycota                                             |
|  |                                                              |
|  | \| \| Ascomycota \| \| \| \| \| \| Basidiomycota \| \| \| \| |
|  |                                                              |
|  | Ascomycota                                                   |
|  |                                                              |
|  | Basidiomycota                                                |
|  |                                                              |

|  | Ascomycota    |
|  |               |
|  | Basidiomycota |
|  |               |

|  | Mucoromycota  |
|  |               |
|  | Glomeromycota |
|  |               |

|  | Entorrhizomycota                                             |
|  |                                                              |
|  | \| \| Ascomycota \| \| \| \| \| \| Basidiomycota \| \| \| \| |
|  |                                                              |
|  | Ascomycota                                                   |
|  |                                                              |
|  | Basidiomycota                                                |
|  |                                                              |

|  | Ascomycota    |
|  |               |
|  | Basidiomycota |
|  |               |

|  | Mucoromycota  |
|  |               |
|  | Glomeromycota |
|  |               |

|  | Entorrhizomycota                                             |
|  |                                                              |
|  | \| \| Ascomycota \| \| \| \| \| \| Basidiomycota \| \| \| \| |
|  |                                                              |
|  | Ascomycota                                                   |
|  |                                                              |
|  | Basidiomycota                                                |
|  |                                                              |

|  | Ascomycota    |
|  |               |
|  | Basidiomycota |
|  |               |

|  | Mucoromycota  |
|  |               |
|  | Glomeromycota |
|  |               |

|  | Entorrhizomycota                                             |
|  |                                                              |
|  | \| \| Ascomycota \| \| \| \| \| \| Basidiomycota \| \| \| \| |
|  |                                                              |
|  | Ascomycota                                                   |
|  |                                                              |
|  | Basidiomycota                                                |
|  |                                                              |

|  | Ascomycota    |
|  |               |
|  | Basidiomycota |
|  |               |

|  | Mucoromycota  |
|  |               |
|  | Glomeromycota |
|  |               |

|  | Entorrhizomycota                                             |
|  |                                                              |
|  | \| \| Ascomycota \| \| \| \| \| \| Basidiomycota \| \| \| \| |
|  |                                                              |
|  | Ascomycota                                                   |
|  |                                                              |
|  | Basidiomycota                                                |
|  |                                                              |

|  | Ascomycota    |
|  |               |
|  | Basidiomycota |
|  |               |

|  | Mucoromycota  |
|  |               |
|  | Glomeromycota |
|  |               |

|  | Entorrhizomycota                                             |
|  |                                                              |
|  | \| \| Ascomycota \| \| \| \| \| \| Basidiomycota \| \| \| \| |
|  |                                                              |
|  | Ascomycota                                                   |
|  |                                                              |
|  | Basidiomycota                                                |
|  |                                                              |

|  | Ascomycota    |
|  |               |
|  | Basidiomycota |
|  |               |

|  | Mucoromycota  |
|  |               |
|  | Glomeromycota |
|  |               |

|  | Entorrhizomycota                                             |
|  |                                                              |
|  | \| \| Ascomycota \| \| \| \| \| \| Basidiomycota \| \| \| \| |
|  |                                                              |
|  | Ascomycota                                                   |
|  |                                                              |
|  | Basidiomycota                                                |
|  |                                                              |

|  | Ascomycota    |
|  |               |
|  | Basidiomycota |
|  |               |

|  | Mucoromycota  |
|  |               |
|  | Glomeromycota |
|  |               |

|  | Entorrhizomycota                                             |
|  |                                                              |
|  | \| \| Ascomycota \| \| \| \| \| \| Basidiomycota \| \| \| \| |
|  |                                                              |
|  | Ascomycota                                                   |
|  |                                                              |
|  | Basidiomycota                                                |
|  |                                                              |

|  | Ascomycota    |
|  |               |
|  | Basidiomycota |
|  |               |

|  | Mucoromycota  |
|  |               |
|  | Glomeromycota |
|  |               |

|  | Entorrhizomycota                                             |
|  |                                                              |
|  | \| \| Ascomycota \| \| \| \| \| \| Basidiomycota \| \| \| \| |
|  |                                                              |
|  | Ascomycota                                                   |
|  |                                                              |
|  | Basidiomycota                                                |
|  |                                                              |

|  | Ascomycota    |
|  |               |
|  | Basidiomycota |
|  |               |

|  | Mucoromycota  |
|  |               |
|  | Glomeromycota |
|  |               |

|  | Entorrhizomycota                                             |
|  |                                                              |
|  | \| \| Ascomycota \| \| \| \| \| \| Basidiomycota \| \| \| \| |
|  |                                                              |
|  | Ascomycota                                                   |
|  |                                                              |
|  | Basidiomycota                                                |
|  |                                                              |

|  | Ascomycota    |
|  |               |
|  | Basidiomycota |
|  |               |

|  | Mucoromycota  |
|  |               |
|  | Glomeromycota |
|  |               |

|  | Entorrhizomycota                                             |
|  |                                                              |
|  | \| \| Ascomycota \| \| \| \| \| \| Basidiomycota \| \| \| \| |
|  |                                                              |
|  | Ascomycota                                                   |
|  |                                                              |
|  | Basidiomycota                                                |
|  |                                                              |

|  | Ascomycota    |
|  |               |
|  | Basidiomycota |
|  |               |

|  | Mucoromycota  |
|  |               |
|  | Glomeromycota |
|  |               |

|  | Entorrhizomycota                                             |
|  |                                                              |
|  | \| \| Ascomycota \| \| \| \| \| \| Basidiomycota \| \| \| \| |
|  |                                                              |
|  | Ascomycota                                                   |
|  |                                                              |
|  | Basidiomycota                                                |
|  |                                                              |

|  | Ascomycota    |
|  |               |
|  | Basidiomycota |
|  |               |

|  | Mucoromycota  |
|  |               |
|  | Glomeromycota |
|  |               |

|  | Entorrhizomycota                                             |
|  |                                                              |
|  | \| \| Ascomycota \| \| \| \| \| \| Basidiomycota \| \| \| \| |
|  |                                                              |
|  | Ascomycota                                                   |
|  |                                                              |
|  | Basidiomycota                                                |
|  |                                                              |

|  | Ascomycota    |
|  |               |
|  | Basidiomycota |
|  |               |

|  | Chytridiomycota       |
|  |                       |
|  | Neocallimastigomycota |
|  |                       |

|  | Mucoromycota  |
|  |               |
|  | Glomeromycota |
|  |               |

|  | Entorrhizomycota                                             |
|  |                                                              |
|  | \| \| Ascomycota \| \| \| \| \| \| Basidiomycota \| \| \| \| |
|  |                                                              |
|  | Ascomycota                                                   |
|  |                                                              |
|  | Basidiomycota                                                |
|  |                                                              |

|  | Ascomycota    |
|  |               |
|  | Basidiomycota |
|  |               |

|  | Mucoromycota  |
|  |               |
|  | Glomeromycota |
|  |               |

|  | Entorrhizomycota                                             |
|  |                                                              |
|  | \| \| Ascomycota \| \| \| \| \| \| Basidiomycota \| \| \| \| |
|  |                                                              |
|  | Ascomycota                                                   |
|  |                                                              |
|  | Basidiomycota                                                |
|  |                                                              |

|  | Ascomycota    |
|  |               |
|  | Basidiomycota |
|  |               |

|  | Mucoromycota  |
|  |               |
|  | Glomeromycota |
|  |               |

|  | Entorrhizomycota                                             |
|  |                                                              |
|  | \| \| Ascomycota \| \| \| \| \| \| Basidiomycota \| \| \| \| |
|  |                                                              |
|  | Ascomycota                                                   |
|  |                                                              |
|  | Basidiomycota                                                |
|  |                                                              |

|  | Ascomycota    |
|  |               |
|  | Basidiomycota |
|  |               |

|  | Mucoromycota  |
|  |               |
|  | Glomeromycota |
|  |               |

|  | Entorrhizomycota                                             |
|  |                                                              |
|  | \| \| Ascomycota \| \| \| \| \| \| Basidiomycota \| \| \| \| |
|  |                                                              |
|  | Ascomycota                                                   |
|  |                                                              |
|  | Basidiomycota                                                |
|  |                                                              |

|  | Ascomycota    |
|  |               |
|  | Basidiomycota |
|  |               |

|  | Mucoromycota  |
|  |               |
|  | Glomeromycota |
|  |               |

|  | Entorrhizomycota                                             |
|  |                                                              |
|  | \| \| Ascomycota \| \| \| \| \| \| Basidiomycota \| \| \| \| |
|  |                                                              |
|  | Ascomycota                                                   |
|  |                                                              |
|  | Basidiomycota                                                |
|  |                                                              |

|  | Ascomycota    |
|  |               |
|  | Basidiomycota |
|  |               |

|  | Mucoromycota  |
|  |               |
|  | Glomeromycota |
|  |               |

|  | Entorrhizomycota                                             |
|  |                                                              |
|  | \| \| Ascomycota \| \| \| \| \| \| Basidiomycota \| \| \| \| |
|  |                                                              |
|  | Ascomycota                                                   |
|  |                                                              |
|  | Basidiomycota                                                |
|  |                                                              |

|  | Ascomycota    |
|  |               |
|  | Basidiomycota |
|  |               |

|  | Mucoromycota  |
|  |               |
|  | Glomeromycota |
|  |               |

|  | Entorrhizomycota                                             |
|  |                                                              |
|  | \| \| Ascomycota \| \| \| \| \| \| Basidiomycota \| \| \| \| |
|  |                                                              |
|  | Ascomycota                                                   |
|  |                                                              |
|  | Basidiomycota                                                |
|  |                                                              |

|  | Ascomycota    |
|  |               |
|  | Basidiomycota |
|  |               |

|  | Mucoromycota  |
|  |               |
|  | Glomeromycota |
|  |               |

|  | Entorrhizomycota                                             |
|  |                                                              |
|  | \| \| Ascomycota \| \| \| \| \| \| Basidiomycota \| \| \| \| |
|  |                                                              |
|  | Ascomycota                                                   |
|  |                                                              |
|  | Basidiomycota                                                |
|  |                                                              |

|  | Ascomycota    |
|  |               |
|  | Basidiomycota |
|  |               |

|  | Mucoromycota  |
|  |               |
|  | Glomeromycota |
|  |               |

|  | Entorrhizomycota                                             |
|  |                                                              |
|  | \| \| Ascomycota \| \| \| \| \| \| Basidiomycota \| \| \| \| |
|  |                                                              |
|  | Ascomycota                                                   |
|  |                                                              |
|  | Basidiomycota                                                |
|  |                                                              |

|  | Ascomycota    |
|  |               |
|  | Basidiomycota |
|  |               |

|  | Mucoromycota  |
|  |               |
|  | Glomeromycota |
|  |               |

|  | Entorrhizomycota                                             |
|  |                                                              |
|  | \| \| Ascomycota \| \| \| \| \| \| Basidiomycota \| \| \| \| |
|  |                                                              |
|  | Ascomycota                                                   |
|  |                                                              |
|  | Basidiomycota                                                |
|  |                                                              |

|  | Ascomycota    |
|  |               |
|  | Basidiomycota |
|  |               |

|  | Mucoromycota  |
|  |               |
|  | Glomeromycota |
|  |               |

|  | Entorrhizomycota                                             |
|  |                                                              |
|  | \| \| Ascomycota \| \| \| \| \| \| Basidiomycota \| \| \| \| |
|  |                                                              |
|  | Ascomycota                                                   |
|  |                                                              |
|  | Basidiomycota                                                |
|  |                                                              |

|  | Ascomycota    |
|  |               |
|  | Basidiomycota |
|  |               |

|  | Mucoromycota  |
|  |               |
|  | Glomeromycota |
|  |               |

|  | Entorrhizomycota                                             |
|  |                                                              |
|  | \| \| Ascomycota \| \| \| \| \| \| Basidiomycota \| \| \| \| |
|  |                                                              |
|  | Ascomycota                                                   |
|  |                                                              |
|  | Basidiomycota                                                |
|  |                                                              |

|  | Ascomycota    |
|  |               |
|  | Basidiomycota |
|  |               |

|  | Mucoromycota  |
|  |               |
|  | Glomeromycota |
|  |               |

|  | Entorrhizomycota                                             |
|  |                                                              |
|  | \| \| Ascomycota \| \| \| \| \| \| Basidiomycota \| \| \| \| |
|  |                                                              |
|  | Ascomycota                                                   |
|  |                                                              |
|  | Basidiomycota                                                |
|  |                                                              |

|  | Ascomycota    |
|  |               |
|  | Basidiomycota |
|  |               |

|  | Mucoromycota  |
|  |               |
|  | Glomeromycota |
|  |               |

|  | Entorrhizomycota                                             |
|  |                                                              |
|  | \| \| Ascomycota \| \| \| \| \| \| Basidiomycota \| \| \| \| |
|  |                                                              |
|  | Ascomycota                                                   |
|  |                                                              |
|  | Basidiomycota                                                |
|  |                                                              |

|  | Ascomycota    |
|  |               |
|  | Basidiomycota |
|  |               |

|  | Mucoromycota  |
|  |               |
|  | Glomeromycota |
|  |               |

|  | Entorrhizomycota                                             |
|  |                                                              |
|  | \| \| Ascomycota \| \| \| \| \| \| Basidiomycota \| \| \| \| |
|  |                                                              |
|  | Ascomycota                                                   |
|  |                                                              |
|  | Basidiomycota                                                |
|  |                                                              |

|  | Ascomycota    |
|  |               |
|  | Basidiomycota |
|  |               |

|  | Mucoromycota  |
|  |               |
|  | Glomeromycota |
|  |               |

|  | Entorrhizomycota                                             |
|  |                                                              |
|  | \| \| Ascomycota \| \| \| \| \| \| Basidiomycota \| \| \| \| |
|  |                                                              |
|  | Ascomycota                                                   |
|  |                                                              |
|  | Basidiomycota                                                |
|  |                                                              |

|  | Ascomycota    |
|  |               |
|  | Basidiomycota |
|  |               |

|  | Chytridiomycota       |
|  |                       |
|  | Neocallimastigomycota |
|  |                       |

|  | Mucoromycota  |
|  |               |
|  | Glomeromycota |
|  |               |

|  | Entorrhizomycota                                             |
|  |                                                              |
|  | \| \| Ascomycota \| \| \| \| \| \| Basidiomycota \| \| \| \| |
|  |                                                              |
|  | Ascomycota                                                   |
|  |                                                              |
|  | Basidiomycota                                                |
|  |                                                              |

|  | Ascomycota    |
|  |               |
|  | Basidiomycota |
|  |               |

|  | Mucoromycota  |
|  |               |
|  | Glomeromycota |
|  |               |

|  | Entorrhizomycota                                             |
|  |                                                              |
|  | \| \| Ascomycota \| \| \| \| \| \| Basidiomycota \| \| \| \| |
|  |                                                              |
|  | Ascomycota                                                   |
|  |                                                              |
|  | Basidiomycota                                                |
|  |                                                              |

|  | Ascomycota    |
|  |               |
|  | Basidiomycota |
|  |               |

|  | Mucoromycota  |
|  |               |
|  | Glomeromycota |
|  |               |

|  | Entorrhizomycota                                             |
|  |                                                              |
|  | \| \| Ascomycota \| \| \| \| \| \| Basidiomycota \| \| \| \| |
|  |                                                              |
|  | Ascomycota                                                   |
|  |                                                              |
|  | Basidiomycota                                                |
|  |                                                              |

|  | Ascomycota    |
|  |               |
|  | Basidiomycota |
|  |               |

|  | Mucoromycota  |
|  |               |
|  | Glomeromycota |
|  |               |

|  | Entorrhizomycota                                             |
|  |                                                              |
|  | \| \| Ascomycota \| \| \| \| \| \| Basidiomycota \| \| \| \| |
|  |                                                              |
|  | Ascomycota                                                   |
|  |                                                              |
|  | Basidiomycota                                                |
|  |                                                              |

|  | Ascomycota    |
|  |               |
|  | Basidiomycota |
|  |               |

|  | Mucoromycota  |
|  |               |
|  | Glomeromycota |
|  |               |

|  | Entorrhizomycota                                             |
|  |                                                              |
|  | \| \| Ascomycota \| \| \| \| \| \| Basidiomycota \| \| \| \| |
|  |                                                              |
|  | Ascomycota                                                   |
|  |                                                              |
|  | Basidiomycota                                                |
|  |                                                              |

|  | Ascomycota    |
|  |               |
|  | Basidiomycota |
|  |               |

|  | Mucoromycota  |
|  |               |
|  | Glomeromycota |
|  |               |

|  | Entorrhizomycota                                             |
|  |                                                              |
|  | \| \| Ascomycota \| \| \| \| \| \| Basidiomycota \| \| \| \| |
|  |                                                              |
|  | Ascomycota                                                   |
|  |                                                              |
|  | Basidiomycota                                                |
|  |                                                              |

|  | Ascomycota    |
|  |               |
|  | Basidiomycota |
|  |               |

|  | Mucoromycota  |
|  |               |
|  | Glomeromycota |
|  |               |

|  | Entorrhizomycota                                             |
|  |                                                              |
|  | \| \| Ascomycota \| \| \| \| \| \| Basidiomycota \| \| \| \| |
|  |                                                              |
|  | Ascomycota                                                   |
|  |                                                              |
|  | Basidiomycota                                                |
|  |                                                              |

|  | Ascomycota    |
|  |               |
|  | Basidiomycota |
|  |               |

|  | Mucoromycota  |
|  |               |
|  | Glomeromycota |
|  |               |

|  | Entorrhizomycota                                             |
|  |                                                              |
|  | \| \| Ascomycota \| \| \| \| \| \| Basidiomycota \| \| \| \| |
|  |                                                              |
|  | Ascomycota                                                   |
|  |                                                              |
|  | Basidiomycota                                                |
|  |                                                              |

|  | Ascomycota    |
|  |               |
|  | Basidiomycota |
|  |               |

|  | Mucoromycota  |
|  |               |
|  | Glomeromycota |
|  |               |

|  | Entorrhizomycota                                             |
|  |                                                              |
|  | \| \| Ascomycota \| \| \| \| \| \| Basidiomycota \| \| \| \| |
|  |                                                              |
|  | Ascomycota                                                   |
|  |                                                              |
|  | Basidiomycota                                                |
|  |                                                              |

|  | Ascomycota    |
|  |               |
|  | Basidiomycota |
|  |               |

|  | Mucoromycota  |
|  |               |
|  | Glomeromycota |
|  |               |

|  | Entorrhizomycota                                             |
|  |                                                              |
|  | \| \| Ascomycota \| \| \| \| \| \| Basidiomycota \| \| \| \| |
|  |                                                              |
|  | Ascomycota                                                   |
|  |                                                              |
|  | Basidiomycota                                                |
|  |                                                              |

|  | Ascomycota    |
|  |               |
|  | Basidiomycota |
|  |               |

|  | Mucoromycota  |
|  |               |
|  | Glomeromycota |
|  |               |

|  | Entorrhizomycota                                             |
|  |                                                              |
|  | \| \| Ascomycota \| \| \| \| \| \| Basidiomycota \| \| \| \| |
|  |                                                              |
|  | Ascomycota                                                   |
|  |                                                              |
|  | Basidiomycota                                                |
|  |                                                              |

|  | Ascomycota    |
|  |               |
|  | Basidiomycota |
|  |               |

|  | Mucoromycota  |
|  |               |
|  | Glomeromycota |
|  |               |

|  | Entorrhizomycota                                             |
|  |                                                              |
|  | \| \| Ascomycota \| \| \| \| \| \| Basidiomycota \| \| \| \| |
|  |                                                              |
|  | Ascomycota                                                   |
|  |                                                              |
|  | Basidiomycota                                                |
|  |                                                              |

|  | Ascomycota    |
|  |               |
|  | Basidiomycota |
|  |               |

|  | Mucoromycota  |
|  |               |
|  | Glomeromycota |
|  |               |

|  | Entorrhizomycota                                             |
|  |                                                              |
|  | \| \| Ascomycota \| \| \| \| \| \| Basidiomycota \| \| \| \| |
|  |                                                              |
|  | Ascomycota                                                   |
|  |                                                              |
|  | Basidiomycota                                                |
|  |                                                              |

|  | Ascomycota    |
|  |               |
|  | Basidiomycota |
|  |               |

|  | Mucoromycota  |
|  |               |
|  | Glomeromycota |
|  |               |

|  | Entorrhizomycota                                             |
|  |                                                              |
|  | \| \| Ascomycota \| \| \| \| \| \| Basidiomycota \| \| \| \| |
|  |                                                              |
|  | Ascomycota                                                   |
|  |                                                              |
|  | Basidiomycota                                                |
|  |                                                              |

|  | Ascomycota    |
|  |               |
|  | Basidiomycota |
|  |               |

|  | Mucoromycota  |
|  |               |
|  | Glomeromycota |
|  |               |

|  | Entorrhizomycota                                             |
|  |                                                              |
|  | \| \| Ascomycota \| \| \| \| \| \| Basidiomycota \| \| \| \| |
|  |                                                              |
|  | Ascomycota                                                   |
|  |                                                              |
|  | Basidiomycota                                                |
|  |                                                              |

|  | Ascomycota    |
|  |               |
|  | Basidiomycota |
|  |               |

|  | Mucoromycota  |
|  |               |
|  | Glomeromycota |
|  |               |

|  | Entorrhizomycota                                             |
|  |                                                              |
|  | \| \| Ascomycota \| \| \| \| \| \| Basidiomycota \| \| \| \| |
|  |                                                              |
|  | Ascomycota                                                   |
|  |                                                              |
|  | Basidiomycota                                                |
|  |                                                              |

|  | Ascomycota    |
|  |               |
|  | Basidiomycota |
|  |               |

|  | Chytridiomycota       |
|  |                       |
|  | Neocallimastigomycota |
|  |                       |

|  | Mucoromycota  |
|  |               |
|  | Glomeromycota |
|  |               |

|  | Entorrhizomycota                                             |
|  |                                                              |
|  | \| \| Ascomycota \| \| \| \| \| \| Basidiomycota \| \| \| \| |
|  |                                                              |
|  | Ascomycota                                                   |
|  |                                                              |
|  | Basidiomycota                                                |
|  |                                                              |

|  | Ascomycota    |
|  |               |
|  | Basidiomycota |
|  |               |

|  | Mucoromycota  |
|  |               |
|  | Glomeromycota |
|  |               |

|  | Entorrhizomycota                                             |
|  |                                                              |
|  | \| \| Ascomycota \| \| \| \| \| \| Basidiomycota \| \| \| \| |
|  |                                                              |
|  | Ascomycota                                                   |
|  |                                                              |
|  | Basidiomycota                                                |
|  |                                                              |

|  | Ascomycota    |
|  |               |
|  | Basidiomycota |
|  |               |

|  | Mucoromycota  |
|  |               |
|  | Glomeromycota |
|  |               |

|  | Entorrhizomycota                                             |
|  |                                                              |
|  | \| \| Ascomycota \| \| \| \| \| \| Basidiomycota \| \| \| \| |
|  |                                                              |
|  | Ascomycota                                                   |
|  |                                                              |
|  | Basidiomycota                                                |
|  |                                                              |

|  | Ascomycota    |
|  |               |
|  | Basidiomycota |
|  |               |

|  | Mucoromycota  |
|  |               |
|  | Glomeromycota |
|  |               |

|  | Entorrhizomycota                                             |
|  |                                                              |
|  | \| \| Ascomycota \| \| \| \| \| \| Basidiomycota \| \| \| \| |
|  |                                                              |
|  | Ascomycota                                                   |
|  |                                                              |
|  | Basidiomycota                                                |
|  |                                                              |

|  | Ascomycota    |
|  |               |
|  | Basidiomycota |
|  |               |

|  | Mucoromycota  |
|  |               |
|  | Glomeromycota |
|  |               |

|  | Entorrhizomycota                                             |
|  |                                                              |
|  | \| \| Ascomycota \| \| \| \| \| \| Basidiomycota \| \| \| \| |
|  |                                                              |
|  | Ascomycota                                                   |
|  |                                                              |
|  | Basidiomycota                                                |
|  |                                                              |

|  | Ascomycota    |
|  |               |
|  | Basidiomycota |
|  |               |

|  | Mucoromycota  |
|  |               |
|  | Glomeromycota |
|  |               |

|  | Entorrhizomycota                                             |
|  |                                                              |
|  | \| \| Ascomycota \| \| \| \| \| \| Basidiomycota \| \| \| \| |
|  |                                                              |
|  | Ascomycota                                                   |
|  |                                                              |
|  | Basidiomycota                                                |
|  |                                                              |

|  | Ascomycota    |
|  |               |
|  | Basidiomycota |
|  |               |

|  | Mucoromycota  |
|  |               |
|  | Glomeromycota |
|  |               |

|  | Entorrhizomycota                                             |
|  |                                                              |
|  | \| \| Ascomycota \| \| \| \| \| \| Basidiomycota \| \| \| \| |
|  |                                                              |
|  | Ascomycota                                                   |
|  |                                                              |
|  | Basidiomycota                                                |
|  |                                                              |

|  | Ascomycota    |
|  |               |
|  | Basidiomycota |
|  |               |

|  | Mucoromycota  |
|  |               |
|  | Glomeromycota |
|  |               |

|  | Entorrhizomycota                                             |
|  |                                                              |
|  | \| \| Ascomycota \| \| \| \| \| \| Basidiomycota \| \| \| \| |
|  |                                                              |
|  | Ascomycota                                                   |
|  |                                                              |
|  | Basidiomycota                                                |
|  |                                                              |

|  | Ascomycota    |
|  |               |
|  | Basidiomycota |
|  |               |

|  | Mucoromycota  |
|  |               |
|  | Glomeromycota |
|  |               |

|  | Entorrhizomycota                                             |
|  |                                                              |
|  | \| \| Ascomycota \| \| \| \| \| \| Basidiomycota \| \| \| \| |
|  |                                                              |
|  | Ascomycota                                                   |
|  |                                                              |
|  | Basidiomycota                                                |
|  |                                                              |

|  | Ascomycota    |
|  |               |
|  | Basidiomycota |
|  |               |

|  | Mucoromycota  |
|  |               |
|  | Glomeromycota |
|  |               |

|  | Entorrhizomycota                                             |
|  |                                                              |
|  | \| \| Ascomycota \| \| \| \| \| \| Basidiomycota \| \| \| \| |
|  |                                                              |
|  | Ascomycota                                                   |
|  |                                                              |
|  | Basidiomycota                                                |
|  |                                                              |

|  | Ascomycota    |
|  |               |
|  | Basidiomycota |
|  |               |

|  | Mucoromycota  |
|  |               |
|  | Glomeromycota |
|  |               |

|  | Entorrhizomycota                                             |
|  |                                                              |
|  | \| \| Ascomycota \| \| \| \| \| \| Basidiomycota \| \| \| \| |
|  |                                                              |
|  | Ascomycota                                                   |
|  |                                                              |
|  | Basidiomycota                                                |
|  |                                                              |

|  | Ascomycota    |
|  |               |
|  | Basidiomycota |
|  |               |

|  | Mucoromycota  |
|  |               |
|  | Glomeromycota |
|  |               |

|  | Entorrhizomycota                                             |
|  |                                                              |
|  | \| \| Ascomycota \| \| \| \| \| \| Basidiomycota \| \| \| \| |
|  |                                                              |
|  | Ascomycota                                                   |
|  |                                                              |
|  | Basidiomycota                                                |
|  |                                                              |

|  | Ascomycota    |
|  |               |
|  | Basidiomycota |
|  |               |

|  | Mucoromycota  |
|  |               |
|  | Glomeromycota |
|  |               |

|  | Entorrhizomycota                                             |
|  |                                                              |
|  | \| \| Ascomycota \| \| \| \| \| \| Basidiomycota \| \| \| \| |
|  |                                                              |
|  | Ascomycota                                                   |
|  |                                                              |
|  | Basidiomycota                                                |
|  |                                                              |

|  | Ascomycota    |
|  |               |
|  | Basidiomycota |
|  |               |

|  | Mucoromycota  |
|  |               |
|  | Glomeromycota |
|  |               |

|  | Entorrhizomycota                                             |
|  |                                                              |
|  | \| \| Ascomycota \| \| \| \| \| \| Basidiomycota \| \| \| \| |
|  |                                                              |
|  | Ascomycota                                                   |
|  |                                                              |
|  | Basidiomycota                                                |
|  |                                                              |

|  | Ascomycota    |
|  |               |
|  | Basidiomycota |
|  |               |

|  | Mucoromycota  |
|  |               |
|  | Glomeromycota |
|  |               |

|  | Entorrhizomycota                                             |
|  |                                                              |
|  | \| \| Ascomycota \| \| \| \| \| \| Basidiomycota \| \| \| \| |
|  |                                                              |
|  | Ascomycota                                                   |
|  |                                                              |
|  | Basidiomycota                                                |
|  |                                                              |

|  | Ascomycota    |
|  |               |
|  | Basidiomycota |
|  |               |

|  | Mucoromycota  |
|  |               |
|  | Glomeromycota |
|  |               |

|  | Entorrhizomycota                                             |
|  |                                                              |
|  | \| \| Ascomycota \| \| \| \| \| \| Basidiomycota \| \| \| \| |
|  |                                                              |
|  | Ascomycota                                                   |
|  |                                                              |
|  | Basidiomycota                                                |
|  |                                                              |

|  | Ascomycota    |
|  |               |
|  | Basidiomycota |
|  |               |

### Grupos taxonómicos
Os filos principais (por vezes chamados divisões) dos fungos foram classificados sobretudo com base nas características das suas estruturas reprodutoras. Correntemente, são propostos sete filos: Microsporidia, Chytridiomycota, Blastocladiomycota, Neocallimastigomycota, Glomeromycota, Ascomycota, e Basidiomycota.

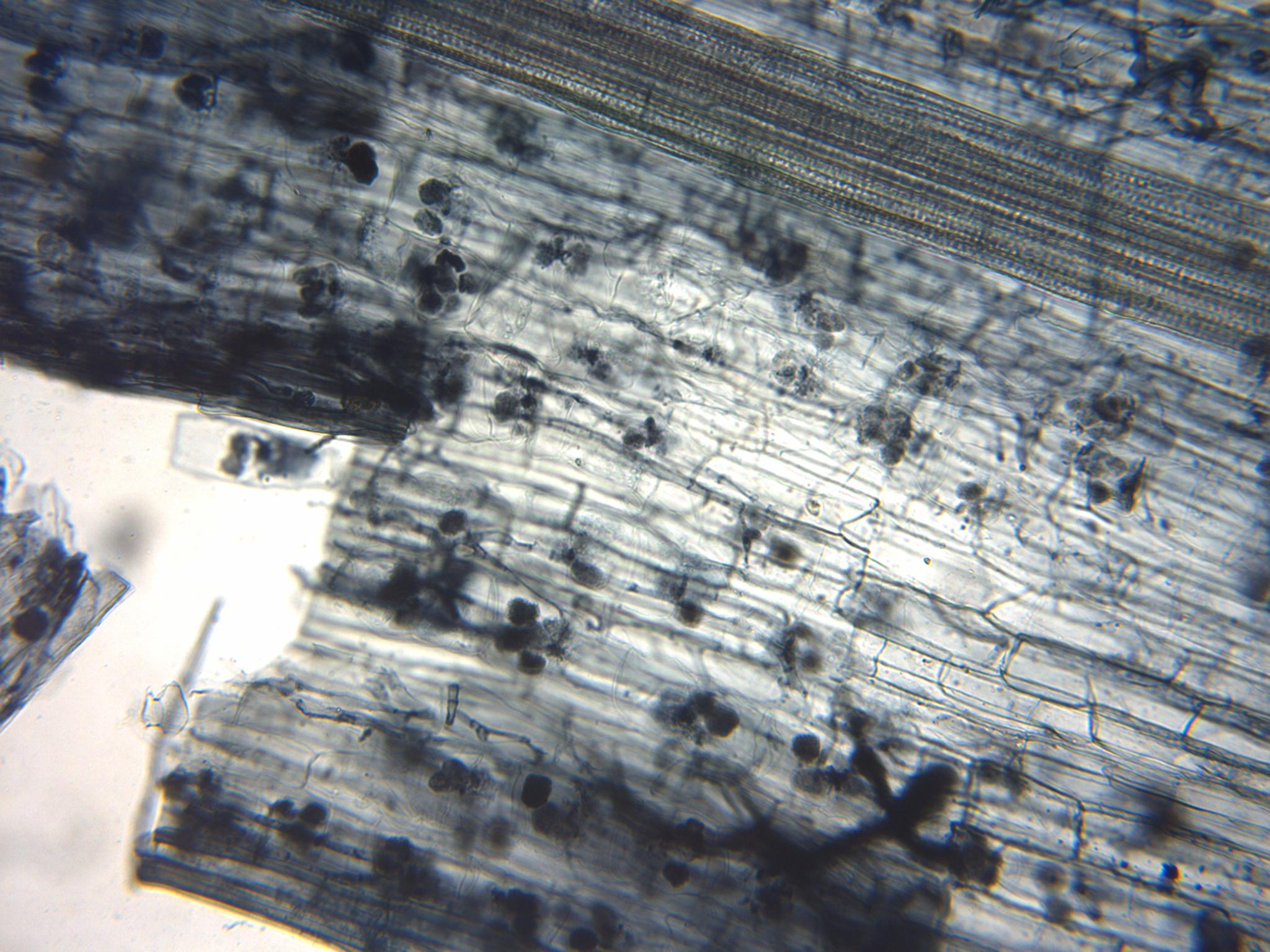
Micorriza arbuscular vista ao microscópio. Células corticais da raiz de linho contendo arbúsculos emparelhados.

A análise filogenética demonstrou que os Microsporidia, parasitas unicelulares de animais e protistas, são fungos endobióticos altamente derivados (vivem nos tecidos de outra espécie) e bastante recentes. Um estudo de 2006 conclui que os Microsporidia constituem um grupo irmão dos fungos verdadeiros, isto é, cada um deles é o parente evolutivo mais próximo do outro. Hibbett e colegas sugerem que esta análise não colide com a sua classificação de Fungi, e embora Microsporidia tenha sido elevado ao estatuto de filo, reconhece-se que é necessária análise suplementar para clarificar as relações evolutivas no seio deste grupo.
Os Chytridiomycota são vulgarmente conhecidos como quitrídios e têm uma distribuição mundial. Produzem zoósporos capazes de movimento ativo através de fases aquosas, com um único flagelo, o que levou os taxonomistas antigos a classificá-los como protistas. As filogenias moleculares, inferidas de sequências de ARN ribossómico em ribossomas, sugerem que os quitrídios são um grupo basal divergente dos outros filos de fungos, consistindo de quatro clados principais com evidências sugestivas de parafilia ou possivelmente polifilia.
Os Blastocladiomycota eram antes considerados um clado taxonómico dos Chytridiomycota. Contudo, dados moleculares recentes e caraterísticas ultraestruturais, colocam-nos como um clado irmão de Zygomycota, Glomeromycota, e Dikarya (Ascomycota e Basidiomycota). São saprófitas, alimentando-se de matéria orgânica em decomposição, e são parasitas de todos os grupos eucariotas. Ao contrário dos seus parentes mais próximos, os quitrídios, que apresentam sobretudo meiose zigótica, os blastocladiomicetes apresentam meiose espórica.
Os Neocallimastigomycota estavam antes colocados no filo Chytridomycota. Os membros deste pequeno filo são organismos anaeróbicos, vivendo no sistema digestivo de grandes mamíferos herbívoros e possivelmente em outros ambientes terrestres e aquáticos. Não têm mitocôndrias mas contêm hidrogenossomas de origem mitocondrial. Como os quitrídios, os neocallimastigomicetes formam zoósporos que são posteriormente uniflagelados ou poliflagelados.
Os membros de Glomeromycota formam micorrizas arbusculares, uma forma de simbiose na qual hifas fúngicas invadem células das raízes de plantas e ambas as espécies beneficiam do aumento resultante no fornecimento de nutrientes. Todas as espécies conhecidas de Glomeromycota reproduzem-se assexuadamente.
A associação simbiótica entre Glomeromycota e as plantas é antiga, existindo provas da sua existência há 400 milhões de anos. Anteriormente parte de Zygomycota, Glomeromycota foi elevado ao estatuto de filo em 2001 e actualmente substitui o filo Zygomycota. Fungos antes classificados em Zygomycota estão agora a ser reclassificados em Glomeromycota, ou nos subfilos incertae sedis Mucoromycotina, Kickxellomycotina, Zoopagomycotina e Entomophthoromycotina. Alguns exemplos bem conhecidos de fungos anteriormente incluídos em Zygomycota incluem o bolor preto do pão (Rhizopus stolonifer), e espécies do género Pilobolus, capazes de ejectar esporos a vários metros de altura através do ar. Entre os géneros medicamente relevantes incluem-se Mucor, Rhizomucor, e Rhizopus.

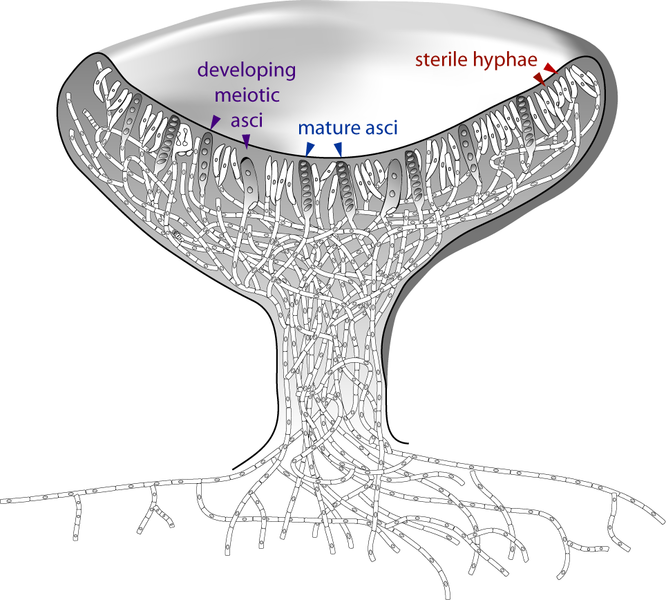
Diagrama de um apotécio (a estrutura reprodutora em forma de taça típica de Ascomycetes) mostrando tecidos estéreis além de ascos maduros e em desenvolvimento.

Os Ascomycota, vulgarmente conhecidos como fungos de saco ou ascomicetes, constituem o maior grupo taxonómico entre os Eumycota. Estes fungos formam esporos meióticos chamados ascósporos, envolvidos por uma estrutura semelhante a um saco chamada asco. Este filo inclui o género Morchella, alguns cogumelos e trufas, leveduras unicelulares (por exemplo dos géneros Saccharomyces, Kluyveromyces, Pichia, e Candida), e muitos fungos filamentosos que vivem como saprófitas, parasitas, e simbiontes mutualistas. Entre os géneros de ascomicetes mais importantes e relevantes incluem-se Aspergillus, Penicillium, Fusarium, e Claviceps. Em muitas espécies de ascomicetes foi apenas observada reprodução assexuada (ditas espécies anamorfas), mas a análise de dados moleculares tem sido frequentemente capaz de identificar os seus teleomorfos mais próximos entre os Ascomycota. Uma vez que os produtos da meiose são retidos no asco, os ascomicetes têm sido usados para elucidar os princípios da genética e da hereditariedade (por exemplo Neurospora crassa).
Os membros de Basidiomycota, vulgarmente chamados fungos de bastão ou basidiomicetes, produzem meiósporos chamados basidiósporos em estruturas chamadas basídios. A maioria dos comuns cogumelos pertence a este grupo, bem como as ferrugens e os carvões (como o carvão-do-milho, Ustilago maydis), espécies comensais humanas do género Malassezia, e o patógeno oportunista humano, Cryptococcus neoformans.

### Organismos semelhantes aos fungos
Por causa das semelhanças morfológicas e de modo de vida, Myxomycetes e Oomycetes eram anteriormente classificados no reino Fungi. Ao contrário do que sucede com os fungos verdadeiros, as paredes celulares destes organismos contêm celulose e não têm quitina. Os Myxomycetes são unicontes como os fungos, mas são agrupados em Amoebozoa. Os Oomycetes são bicontes, agrupados no reino Chromalveolata. Nenhum destes dois grupos é aparentado com os fungos verdadeiros, e, portanto, os taxonomistas já não os incluem no reino Fungi. Apesar disso, estudos sobre Oomycetes e Myxomycetes são ainda frequentemente incluídos em manuais de micologia e em literatura de pesquisa primária.
Os Nucleariida, actualmente agrupados em Choanozoa, poderão ser um grupo irmão do clado Eumycetes, e como tal poderiam ser incluídos num reino Fungi aumentado.

## Ecologia
Embora frequentemente inconspícuos, os fungos ocorrem em todos os ambientes da Terra e desempenham papéis muito importantes na maioria dos ecossistemas. Ao lado das bactérias, os fungos são os principais decompositores na maioria dos ecossistemas terrestres (e em alguns aquáticos), tendo, portanto, um papel crítico nos ciclos biogeoquímicos, e em muitas cadeias tróficas. Como decompositores, têm um papel essencial nos ciclos de nutrientes, especialmente como saprófitas e simbiontes, ao degradarem a matéria orgânica em moléculas inorgânicas, que podem então reentrar nas vias metabólicas anabólicas das plantas ou outros organismos.

### Simbiose
Muitos fungos têm importantes relações simbióticas com organismos da maioria dos reinos (ou mesmo de todos). Estas interacções podem ser de natureza mutualista ou antagonística; no caso dos fungos comensais parecem não trazer prejuízo nem benefício ao hospedeiro.

#### Com as plantas
A simbiose micorrízica entre plantas e fungos é uma das mais bem conhecidas associações entre plantas e fungos e tem uma importância significativa para o crescimento e persistência das plantas em muitos ecossistemas; mais de 90% das plantas estabelecem relações micorrízicas com fungos e dependem desta relação para sobreviverem.

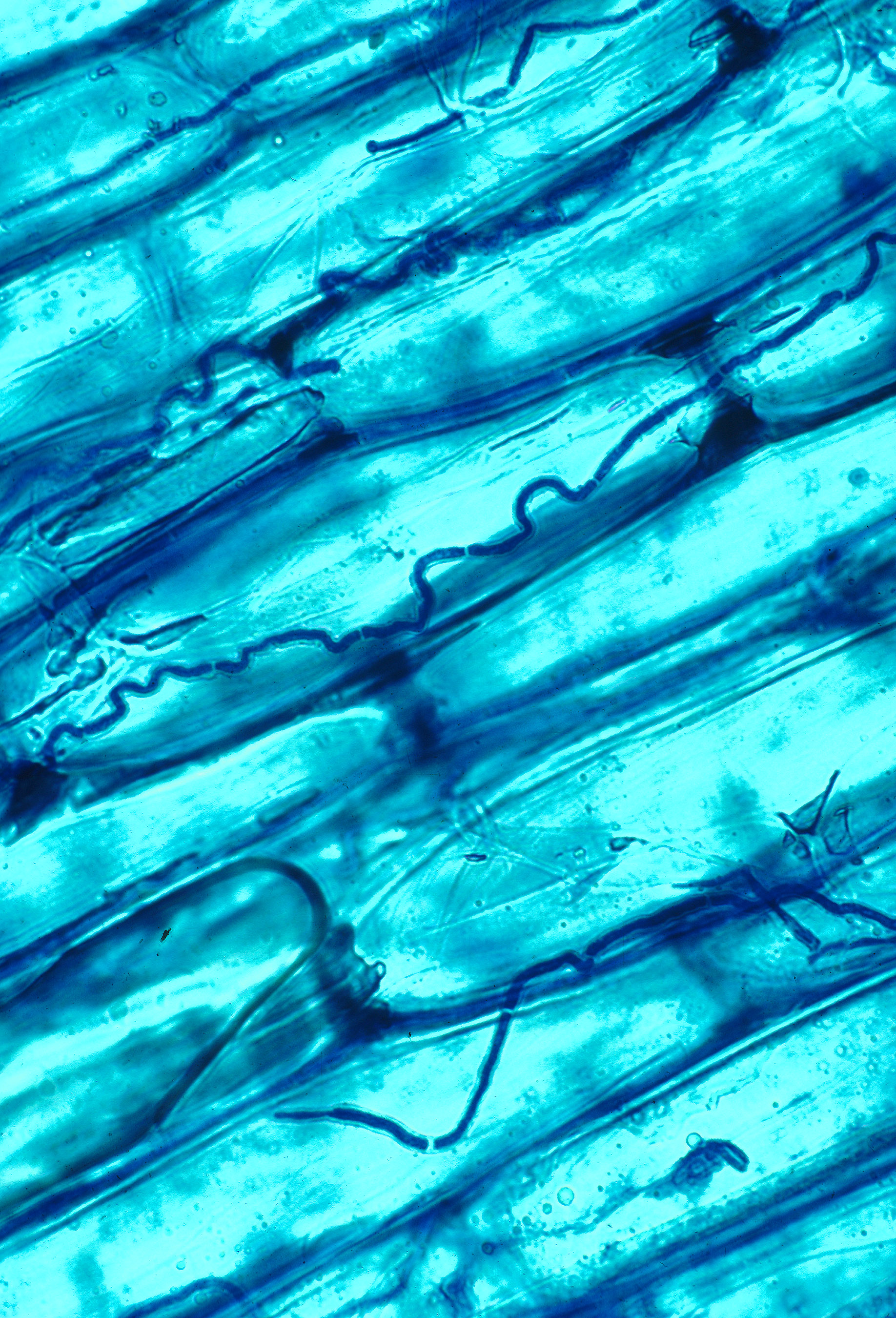
Os filamentos escuros são hifas do fungo endofítico Neotyphodium coenophialum nos espaços intercelulares do tecido da bainha da folha de Festuca arundinacea.

A simbiose micorrízica é antiga, datando de há pelo menos 400 milhões de anos. Frequentemente, esta relação aumenta a absorção de compostos inorgânicos pela planta, tais como nitrato e fosfato, de solos com baixas concentrações destes nutrientes imprescindíveis para as plantas. Os parceiros fúngicos podem também mediar a transferência de carboidratos e outros nutrientes entre plantas. Tais comunidades micorrízicas são chamadas «redes micorrízicas comuns». Um caso especial de micorriza é a mico-heterotrofia, em que uma planta parasita o fungo, obtendo todos os seus nutrientes do seu fungo simbionte. Algumas espécies de fungos vivem nos tecidos no interior das raízes, caules e folhas, sendo então designados endófitos. Tal como nas micorrizas, a colonização endofítica por fungos pode beneficiar os dois simbiontes; por exemplo, os endófitos de ervas fornecem ao seu hospedeiro resistência aumentada aos herbívoros e a outras pressões ambientais, recebendo em troca alimento e abrigo.

#### Com algas e cianobactérias

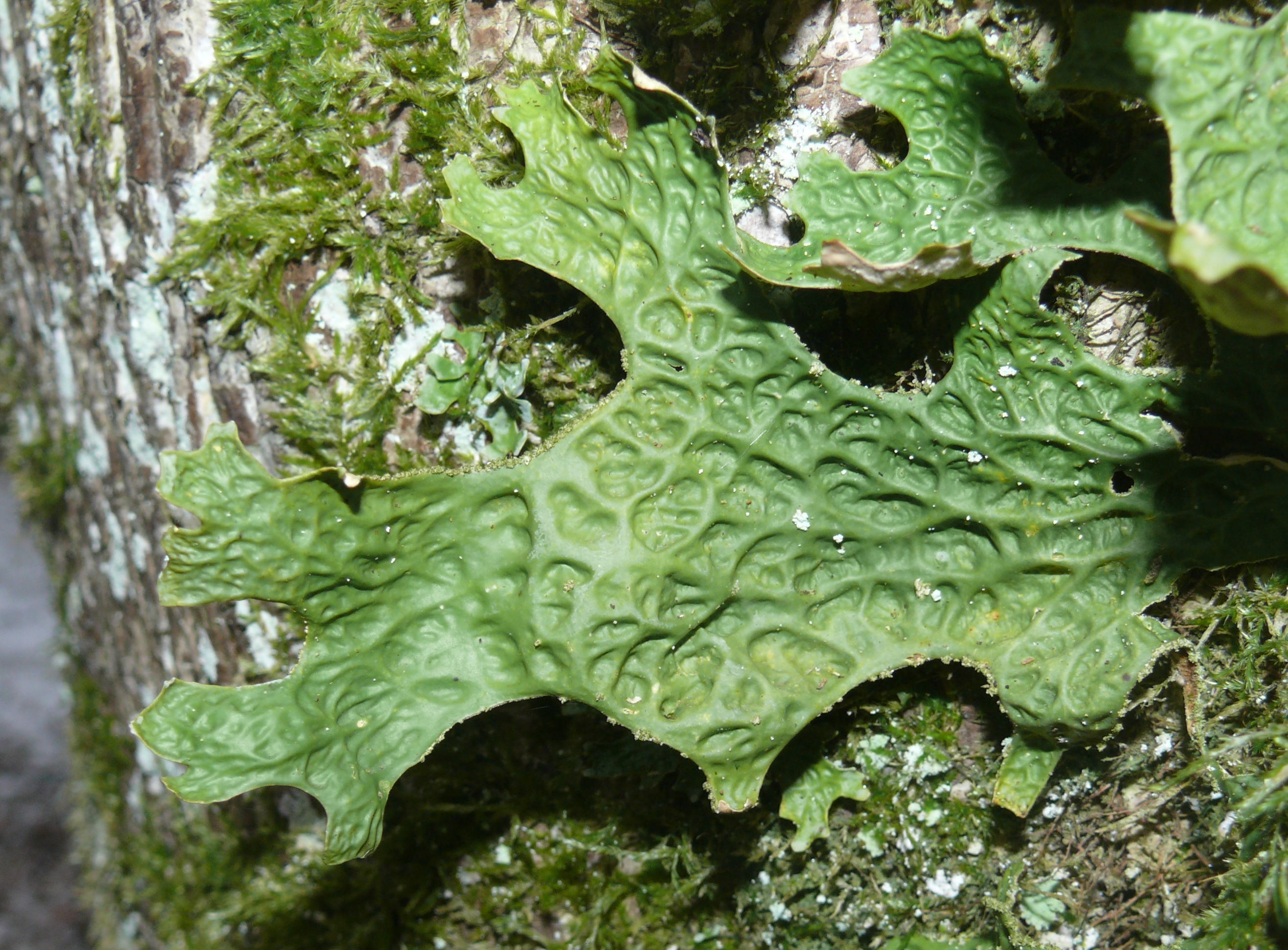
O líquen Lobaria pulmonaria, uma simbiose de espécies de fungos, algas e cianobactérias.

Os líquenes são formados por uma relação simbiótica entre algas ou cianobactérias (designados na terminologia dos líquenes como "fotobiontes") e fungos (sobretudo várias espécies de ascomicetes e alguns basidiomicetes), na qual células fotobiontes individuais encontram-se disseminadas num tecido formado pelo fungo. Os líquenes ocorrem em todos os ecossistemas e em todos os continentes, e desempenham um papel-chave na formação do solo e na iniciação da sucessão biológica, sendo as formas de vida dominantes em ambientes extremos, incluindo as regiões desérticas polares, alpinas e semiáridas. São capazes de crescer em superfícies inóspitas, incluindo solos e rochas nus, cascas de árvores, madeira, conchas, cracas e folhas. Como no caso das micorrizas, o fotobionte fornece açúcares e outros carboidratos através da fotossíntese, enquanto o fungo fornece minerais e água. As funções de ambos os organismos simbióticos estão tão intimamente relacionadas que eles funcionam quase como um só organismo; na maioria dos casos o organismo resultante difere muito dos componentes individuais. A linquenização é um modo comum de nutrição; cerca de 20% dos fungos – entre 17 500 e 20 000 espécies – são liquenizados. Entre as caraterísticas comuns à maioria dos líquenes incluem-se a obtenção de carbono orgânico por fotossíntese, crescimento lento, tamanho reduzido, vida longa, estruturas reprodutoras vegetativas de longa duração (sazonais), nutrição mineral obtida sobretudo de fontes aéreas, e maior tolerância à dessecação que a da maioria dos organismo fotossintéticos no mesmo habitat.

#### Com os insetos
Muitos insetos têm relações mutualistas com fungos. Vários grupos de formigas cultivam fungos da ordem Agaricales como fonte de alimento primária, enquanto algumas espécies de carunchos cultivam várias espécies de fungos nas cascas das árvores que infestam. De igual modo, as fêmeas de várias espécies de vespas-da-madeira (género Sirex) injetam os seus ovos juntamente com os esporos de um fungo decompositor de madeira (Amylostereum areolatum) no alburno de pinheiros; o crescimento do fungo fornece as condições nutricionais ideais para o desenvolvimento das larvas da vespa. Sabe-se que também as térmitas da savana africana cultivam fungos, e leveduras dos géneros Candida e Lachancea habitam no trato gastrointestinal de uma grande variedade de insetos, incluindo Neuroptera, escaravelhos, e baratas; não se sabe se estes fungos obtêm algum benefício dos seus hospedeiros.

#### Como patógenos e parasitas

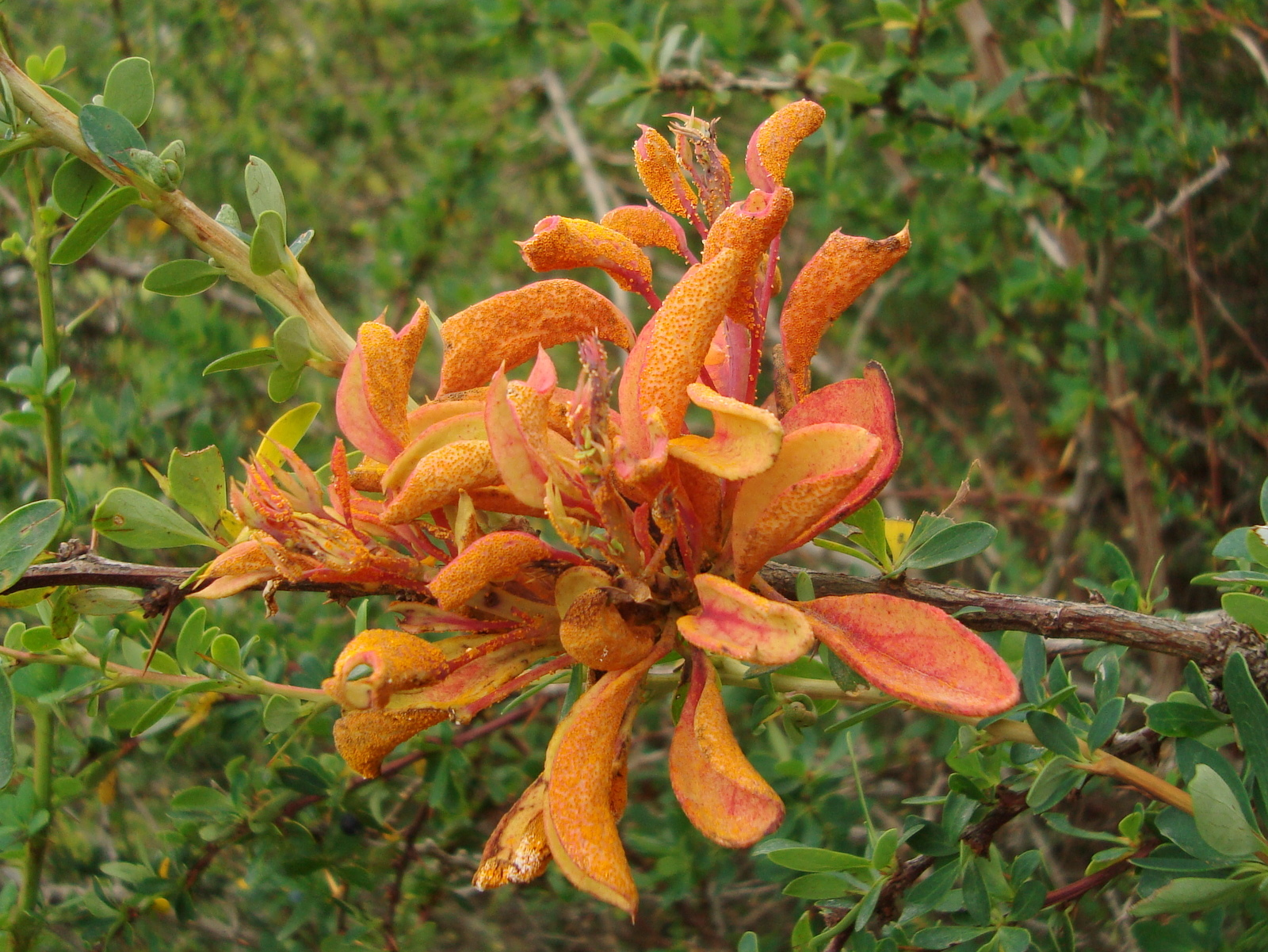
O patógeno vegetal Aecidium magellanicum causa uma ferrugem, vista aqui num arbusto de Berberis no Chile.

Muitos fungos são parasitas de plantas, animais (incluindo humanos), e doutros fungos. Entre os patógenos importantes de muitas plantas cultivadas que causam danos e prejuízos à agricultura e silvicultura incluem-se o fungo da brusone do arroz, Magnaporthe oryzae, patógenos de árvores que causam a grafiose do ulmeiro, tais como Ophiostoma ulmi e Ophiostoma novo-ulmi, e Cryphonectria parasitica responsável pelo cancro do castanheiro, e patógenos vegetais dos géneros Fusarium, Ustilago, Alternaria, e Cochliobolus. Alguns fungos carnívoros, como Paecilomyces lilacinus, são predadores de nemátodos, que capturam usando um conjunto de estruturas especializadas como anéis constritores ou malhas adesivas.
Alguns fungos podem causar doenças graves em humanos, várias delas fatais se não tratadas. Entre estas incluem-se aspergiloses, candidíases, coccidioidomicose, criptococose, histoplasmose, micetomas, e paracoccidioidomicose. Também as pessoas com imunodeficiências são particularmente suscetíveis a doenças causadas por géneros como Aspergillus, Candida, Cryptococcus, Histoplasma, e Pneumocystis. Outros fungos podem atacar os olhos, unhas, cabelo, e especialmente a pele, os chamados fungos dermatófitos e queratinófitos, causando infecções locais como dermatofitose e pé-de-atleta. Os esporos dos fungos são também uma causa de alergias, e fungos de diferentes grupos taxonómicos podem provocar reações alérgicas.Deve-se atentar para Esporotricose, doença causada pelo fungo Sporothrix schenckii

## Uso humano

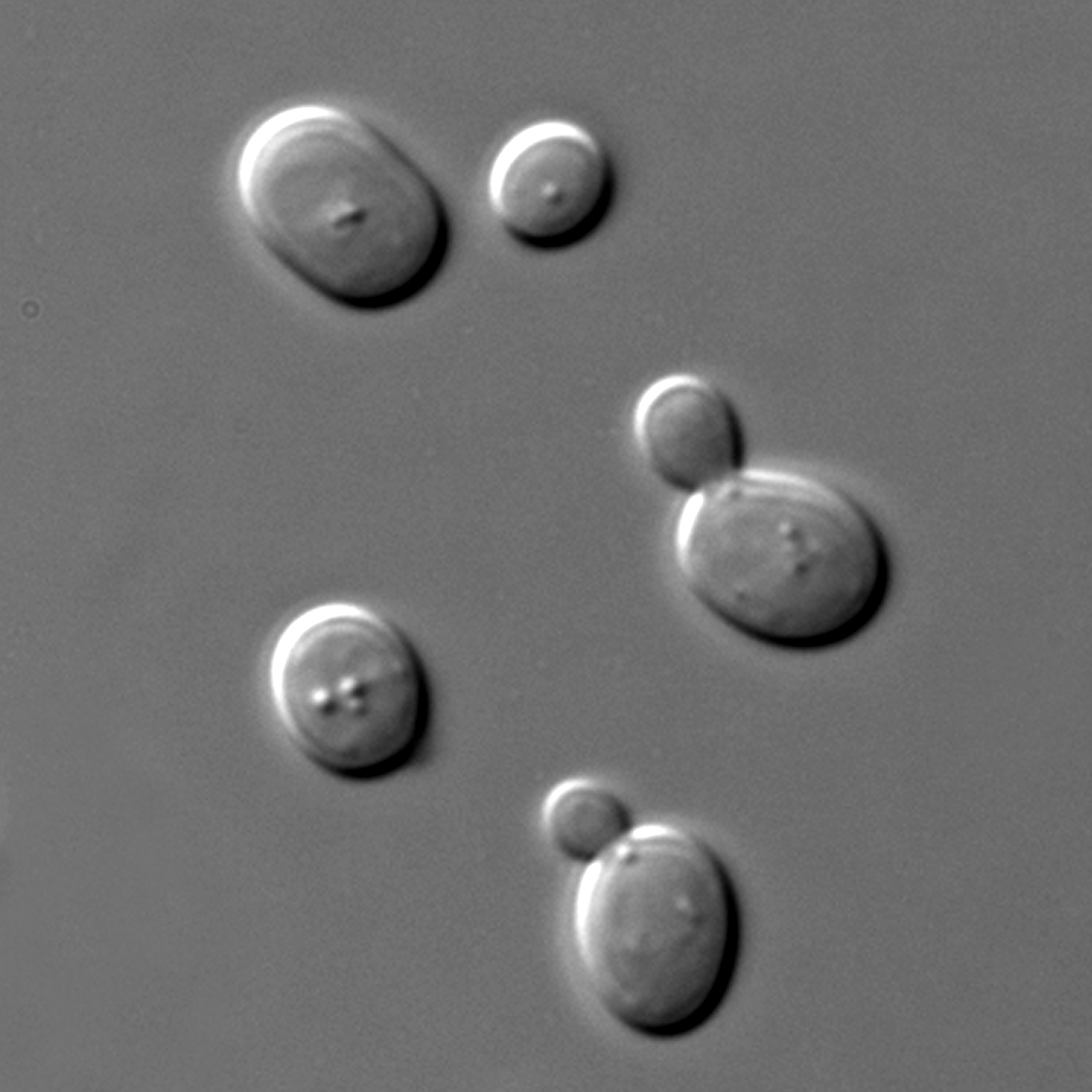
Células de Saccharomyces cerevisiae vistas com microscopia de contraste de interferência diferencial.

O uso humano dos fungos na preparação e conservação de alimentos e com outros fins, é extenso e tem uma longa história. A apanha e o cultivo de cogumelos são grandes indústrias em muitos países. O estudo dos usos históricos e impacto sociológico dos fungos é conhecido como etnomicologia. Por causa da capacidade deste grupo para produzir uma enorme variedade de produtos naturais com atividades antimicrobianas ou outras, muitas espécies são há muito usadas, ou estão em estudo, para a produção de antibióticos, vitaminas, e drogas anticancerígenas e redutoras do colesterol. Mais recentemente, foram desenvolvidos métodos de engenharia genética para fungos, permitindo a engenharia metabólica de espécies de fungos. Por exemplo, modificações genéticas de espécies de leveduras— que são fáceis de cultivar com taxas de crescimento elevadas em grandes vasos de fermentação—abriu novos caminhos à produção farmacêutica e são potencialmente mais eficientes do que a produção pelos organismos-fonte originais.

### Antibióticos
Muitas espécies produzem metabolitos que são fontes importantes de drogas farmacologicamente activas. Particularmente importantes são os antibióticos, incluindo as penicilinas, um grupo estruturalmente relacionado de antibióticos betalactâmicos sintetizados a partir de pequenos péptidos. Apesar de as penicilinas de ocorrência natural como a penicilina G (produzida por Penicillium chrysogenum) terem um espectro de atividade biológica relativamente estreito, uma grande variedade de outras penicilinas podem ser produzidas por modificação química das penicilinas naturais.
As penicilinas modernas são compostos semissintéticos, obtidos inicialmente de culturas de fermentação, mas em seguida estruturalmente alterados para obtenção de propriedades desejáveis específicas. Entre outros antibióticos produzidos por fungos incluem-se: griseofulvina de Penicillium griseofulvin usada no tratamento de infecções da pele, cabelo e unhas, causadas por dermatófitos; ciclosporina, usada como imunossupressor em cirurgia de transplantação; e o ácido fusídico, usado para ajudar no controlo de infecção pela bactéria Staphylococcus aureus resistente à meticilina. O uso em larga escala destes antibióticos no tratamento de doenças bacterianas, como a tuberculose, sífilis, lepra, e muitas outras, começou no início do século XX e continua a desempenhar um papel principal na quimioterapia antibacteriana. Na natureza, os antibióticos de origem fúngica ou bacteriana, parecem desempenhar um duplo papel: em concentrações elevadas agem como defesa química contra a competição de outros micro-organismos em ambientes ricos em espécies, como a rizosfera, e em baixas concentrações funcionam como moléculas de deteção de quórum para sinalização intra ou interespecífica.

### Usos alimentares
A levedura de padeiro ou Saccharomyces cerevisiae, um fungo unicelular, é usado para fazer pão e outros produtos à base de trigo. Espécies de leveduras do género Saccharomyces são também usadas na produção de bebidas alcoólicas por fermentação. O bolor shoyu koji (Aspergillus oryzae) é um ingrediente essencial na preparação de shoyu (molho de soja), saqué, e miso, enquanto espécies de Rhizopus são usadas para fazer tempeh. Vários destes fungos são espécies domesticadas que foram selecionadas segundo a sua capacidade de fermentar alimentos sem produzirem micotoxinas (ver abaixo) prejudiciais, as quais são produzidas pelos muito aparentados Aspergillus. Quorn, um substituto de carne, é feito a partir de Fusarium venenatum.

### Uso medicinal
|                          |  |                    |
| Ophiocordyceps sinensis. |  | Ganoderma lucidum. |

Certos cogumelos são utilizados com fins terapêuticos em medicinas tradicionais, como acontece na medicina tradicional chinesa. Entre os cogumelos medicinais notáveis, e com uma história de uso bem documentada, incluem-se Agaricus blazei, Ganoderma lucidum, Ophiocordyceps sinensis, e "cogumelos mágicos", que contém psilocibina e psilocina. As pesquisas identificaram compostos produzidos por estes e outros fungos, os quais têm efeitos biológicos inibidores contra vírus e células cancerosas.
Metabolitos específicos, como polissacarídeo-K, ergotamina e antibióticos betalactâmicos, são usados de modo rotineiro em medicina clínica. O cogumelo shiitake é uma fonte de lentinano, uma droga clínica aprovada para utilização em vários países, incluindo o Japão, em tratamentos oncológicos.
Na Europa e no Japão, o polissacarídeo-K, um químico obtido de Trametes versicolor, é um adjuvante aprovado em terapia oncológica. Muitos fungos desempenham papel comensal na microbiota intestinal, bem como desequlibrios de sua população, local e mutações são fatores causais de algumas doenças. 

### Espécies comestíveis e venenosas

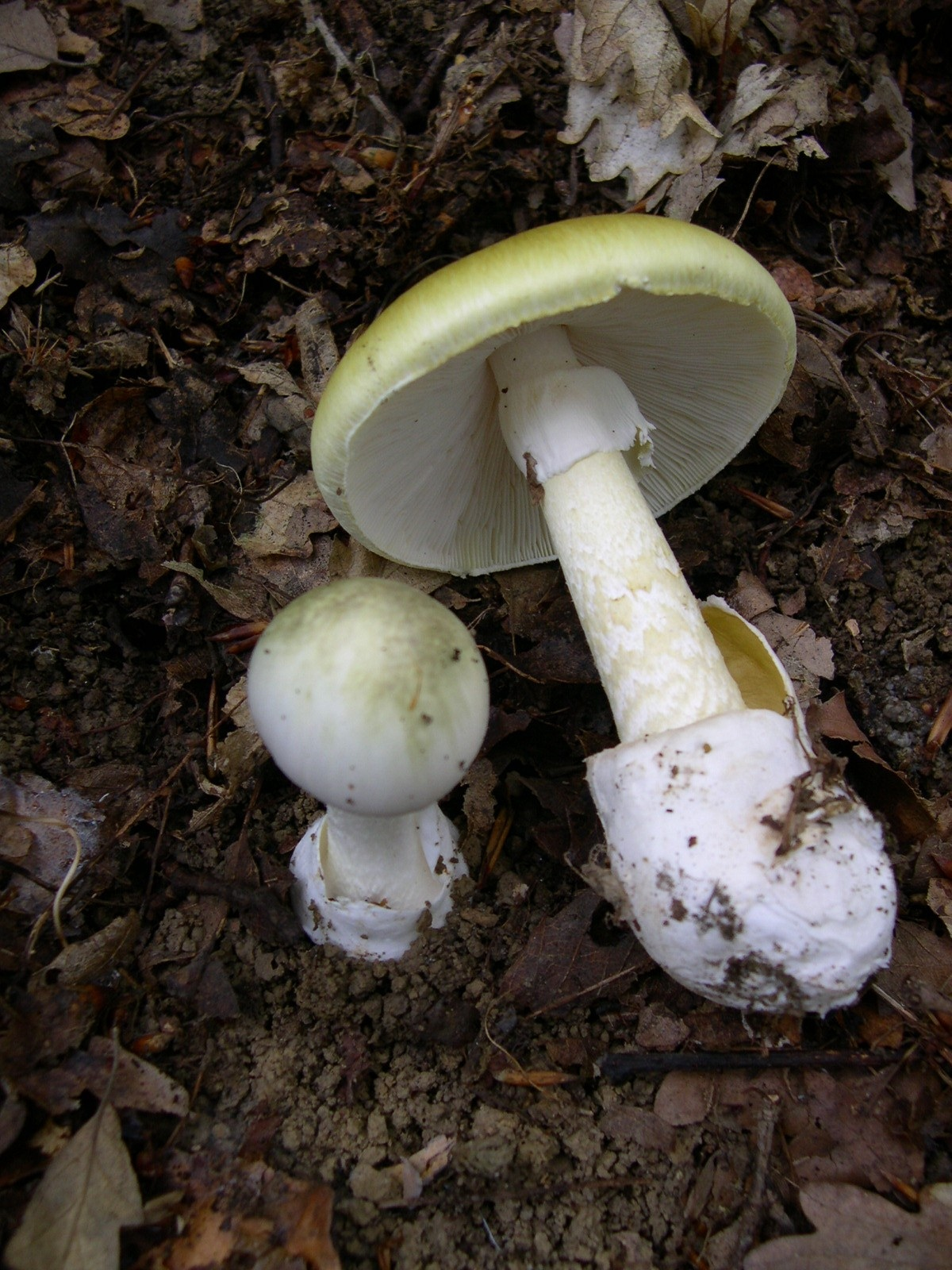
Amanita phalloides é responsável pela maioria das mortes por envenenamentos por cogumelos que ocorrem em todo o mundo.

Os cogumelos comestíveis são exemplos bem conhecidos de fungos. Muitos são cultivados comercialmente, mas outros têm de ser colhidos no estado selvagem. Agaricus bisporus, vendidos como champignon enquanto pequenos e como cogumelos Portobello quando maiores, é uma espécie bastante consumida, usada em saladas, sopas e outros pratos. Muitos fungos asiáticos são cultivados comercialmente e são cada vez mais populares no Ocidente. Estão frequentemente disponíveis frescos em mercearias e mercados, incluindo o cogumelo-de-palha (Volvariella volvacea), cogumelo-ostra (Pleurotus ostreatus), shiitake (Lentinula edodes), e enokitake (Flammulina spp.).
Há muitas outras espécies de cogumelos que são colhidas no estado silvestre, quer para consumo pessoal quer para venda comercial. Exemplos: sancha, Morchella, cantarelos, trufas, trombetas-negras, e cepe-de-bordéus (também conhecido como cogumelo porcini, boleto ou tortulho) têm um preço elevado no mercado. São muitas vezes usados em pratos gourmet.
Certos tipos de queijos requerem a inoculação dos coalhos do leite com espécies de fungos que fornecem um sabor e textura únicos ao queijo. Entre eles contam-se os queijos azuis como o Roquefort ou o Stilton, inoculados com Penicillium roqueforti. Os bolores usados na produção de queijo não são tóxicos e portanto são seguros para consumo humano; contudo, pode ocorrer acumulação de micotoxinas (aflatoxinas, roquefortina C, patulina, ou outras) devido ao crescimento de outros fungos durante o processo de maturação e armazenamento do queijo.

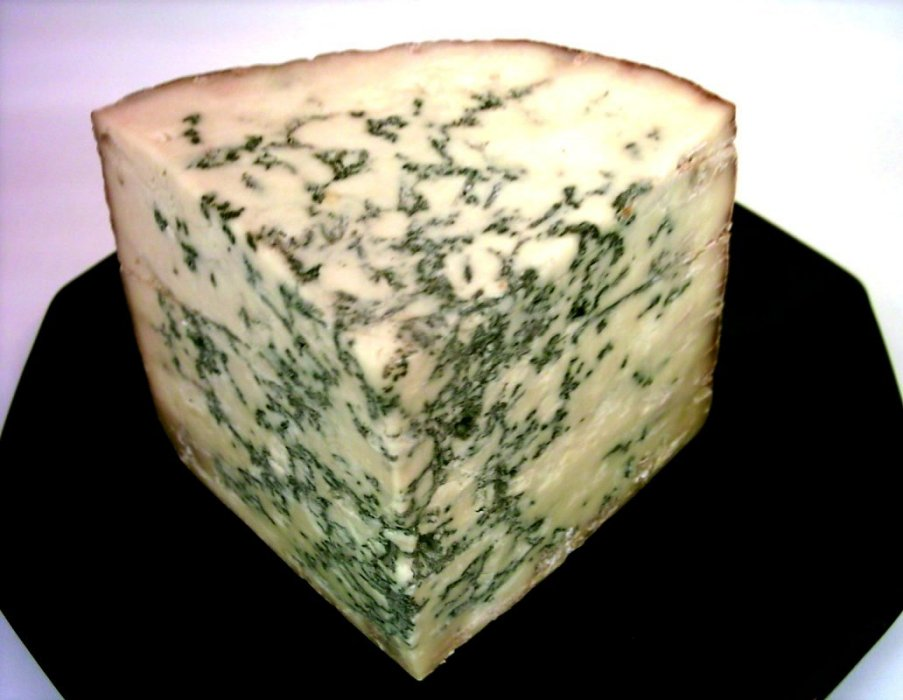
Queijo Stilton com veios de Penicillium roqueforti.

Muitas espécies de cogumelos são venenosas para os humanos, com toxicidades que podem ir desde problemas digestivos ligeiros ou reações alérgicas, e alucinações até a falha de órgãos e morte. Entre os géneros com cogumelos tóxicos incluem-se Conocybe, Galerina, Lepiota, e o mais infame, Amanita. Este último género, inclui o anjo-destruidor (Amanita virosa) e o chapéu-da-morte (A. phalloides), a causa mais comum de envenenamento mortal por cogumelos. Gyromitra esculenta é ocasionalmente considerado uma especialidade culinária quando cozinhado, porém, pode ser muito tóxico quando consumido cru. O míscaro-amarelo (Tricholoma equestre) era considerado comestível até ter sido implicado em envenamentos sérios causadores de rabdomiólise. O mata-moscas (Amanita muscaria) pode também causar envenenamentos ocasionais não fatais, sobretudo como resultado da sua ingestão como droga recreativa, devido às suas propriedades alucinogénicas. Historicamente, este cogumelo foi usado por diferentes povos europeus e asiáticos e o seu uso presente com propósitos religiosos ou xamanísticos é relatado em alguns grupos étnicos como os coriacos do nordeste da Sibéria.
Uma vez que é difícil identificar com exatidão um cogumelo seguro sem treino e conhecimento apropriados, é frequentemente indicado que se deve assumir que um cogumelo selvagem é venenoso e não consumi-lo.

### Controlo de pragas

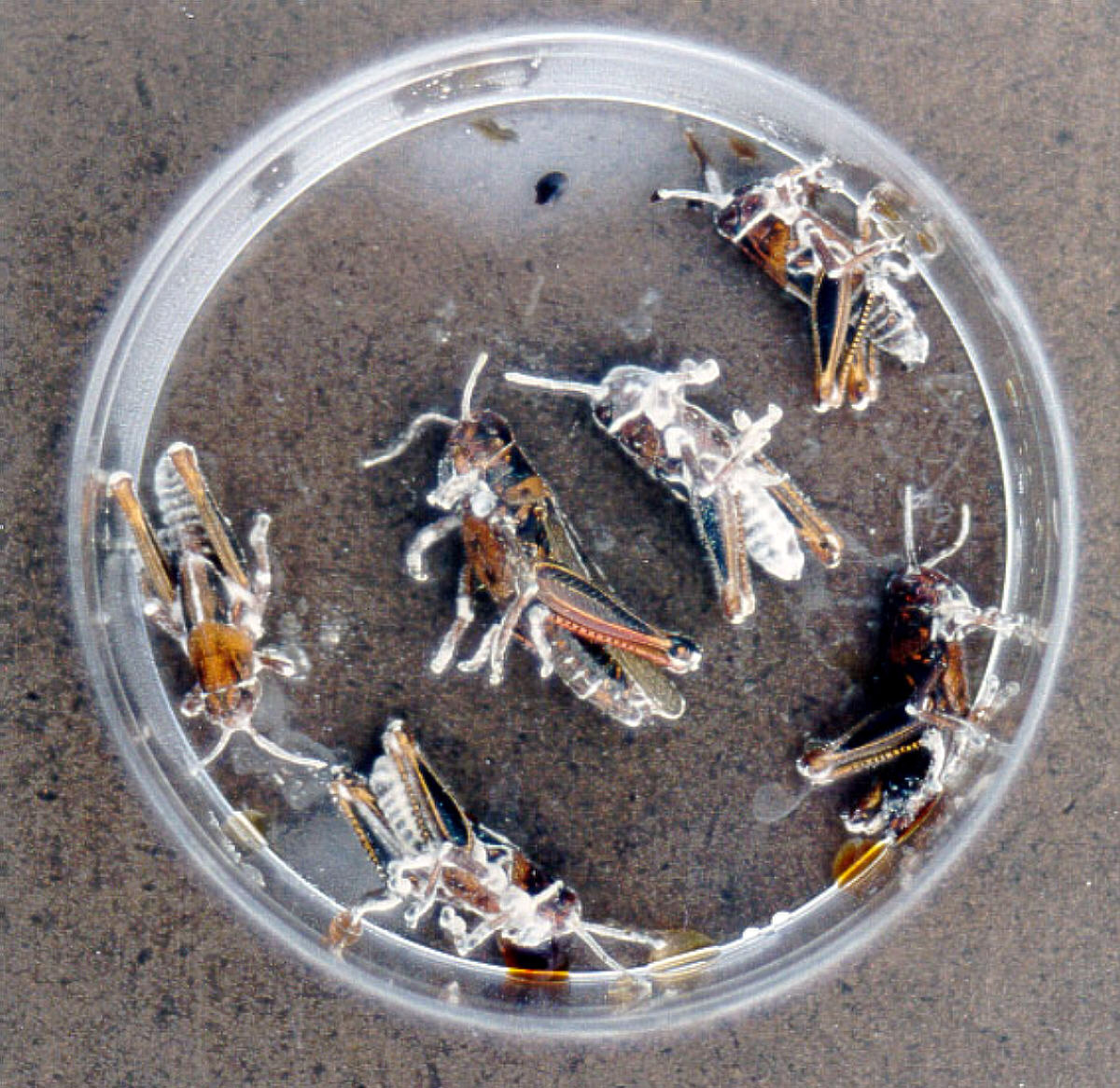
Gafanhotos mortos por Beauveria bassiana.

Em agricultura, os fungos podem ser úteis se competirem ativamente com micro-organismos patogénicos como bactérias e outros fungos, pelos nutrientes e espaço, segundo o princípio da exclusão competitiva, ou se forem parasitas desses patógenos. Por exemplo, certas espécies podem ser usadas para eliminar ou suprimir o crescimento de patógenos vegetais, como insetos, pulgões, ervas daninhas, nemátodos, e outros fungos causadores de doenças em colheitas importantes. Isto gerou um forte interesse nas aplicações práticas que utilizam fungos como controlo biológico destas pragas agrícolas. Fungos entomopatogénicos podem ser usados como biopesticidas, pois matam ativamente os insetos. Exemplos de fungos usados como inseticidas biológicos são Beauveria bassiana, Metarhizium anisopliae, Hirsutella spp, Paecilomyces spp, e Verticillium lecanii. Os fungos endofíticos de ervas do género Neotyphodium, como N. coenophialum, produzem alcalóides que são tóxicos para vários herbívoros invertebrados e vertebrados. Estes alcaloides protegem as ervas da herbivoria, mas vários alcaloides endofíticos podem envenenar animais de pasto, como gado bovino e ovelhas. A infecção de cultivares de ervas de pastagem e forragens com endófitos de Neotyphodium é uma abordagem em uso em programas de criação de ervas; as estirpes fúngicas são selecionadas por produzirem apenas alcaloides que aumentam a resistência a herbívoros como os insetos, mas que não são tóxicos para o gado.

### Biorremediação
Alguns fungos, em particular a podridão-branca, podem degradar inseticidas, herbicidas, pentaclorofenol, creosoto, alcatrão de hulha, e combustíveis pesados, transformando-os em dióxido de carbono, água, e elementos básicos. Demonstrou-se que há fungos capazes de biomineralizar óxidos de urânio, sugerindo que podem ter aplicação na biorremediação de sítios poluídos radioactivamente. O fungo Pestalotiopsis microspora é capaz de alimentar-se de plásticos compostos à base de poliuretano.

### Organismos modelo
Algumas descobertas fulcrais da biologia foram feitas por investigadores que usavam fungos como organismos modelo, isto é, fungos que crescem e reproduzem-se sexuadamente de forma rápida em laboratório. Por exemplo, a hipótese um gene-uma enzima foi formulada por cientistas que usaram o bolor do pão Neurospora crassa para testar as suas teorias bioquímicas. Outros fungos modelo importantes, Aspergillus nidulans e as leveduras, Saccaromyces cerevisiae e Schizosaccharomyces pombe, têm cada um uma longa história de uso na investigação de questões da genética e biologia celular dos eucariotas, como a regulação do ciclo celular, estrutura da cromatina, e regulação dos genes. Outros modelos fúngicos surgiram mais recentemente, direccionados para questões biológicas específicas relevantes para a medicina, fitopatologia e usos industriais; entre os exemplos incluem-se Candida albicans, um fungo dimórfico, e patógeno humano oportunista, Magnaporthe grisea, um patógeno vegetal, e Pichia pastoris, uma levedura amplamente usada na expressão de proteínas eucariotas.

### Outros
Os fungos são muito utilizados na produção industrial de produtos químicos como os ácidos cítrico, glucónico, láctico e málico, antibióticos, e até de gangas deslavadas. Os fungos são também fontes de enzimas industriais, como as lipases usadas em detergentes biológicos, amilases, celulases, invertases, proteases e xilanases. Algumas espécies, mais particularmente cogumelos do género Psilocybe (coloquialmente chamados cogumelos mágicos), são ingeridos pelas suas propriedades psicadélicas, tanto recreativamente como religiosamente.

## Micotoxinas

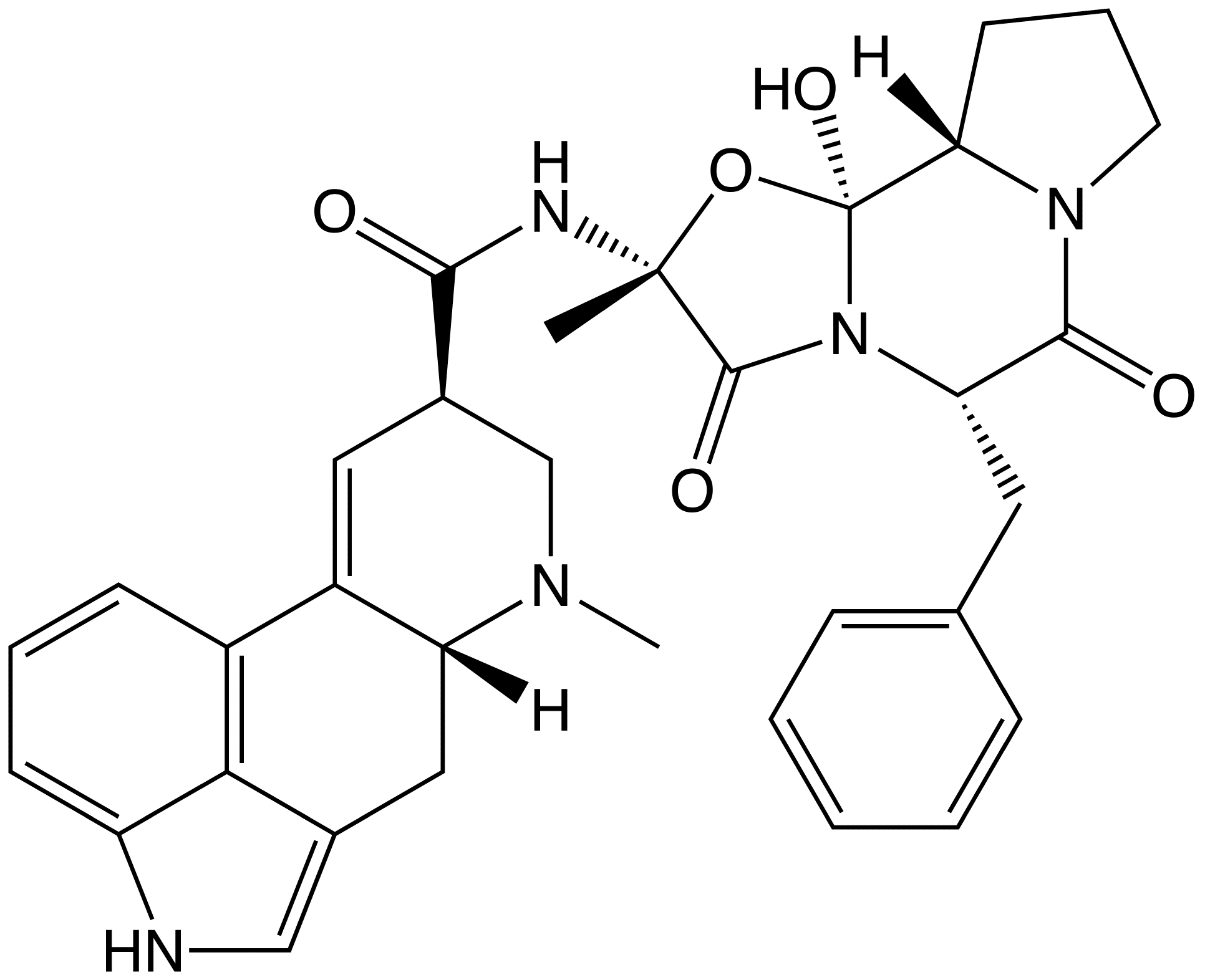
Ergotamina, uma das principais micotoxinas, produzida por espécies de Claviceps, que ingerida, pode causar gangrena, convulsões, e alucinações.

Muitos fungos produzem compostos biologicamente ativos, vários dos quais são tóxicos para animais ou plantas, os quais são designados micotoxinas. Particularmente relevantes para os humanos são as micotoxinas produzidas pelos bolores que causam a deterioração de alimentos, e os cogumelos venenosos (ver acima). Particularmente dignas de nota são as amatoxinas de alguns cogumelos Amanita, e ergotaminas, as quais têm uma longa história de causarem sérias epidemias de ergotismo em pessoas que consomem centeio e cereais relacionados contaminados com esclerócios de Claviceps purpurea. Outras micotoxinas notáveis são as aflatoxinas, as quais são toxinas hepáticas insidiosas e metabolitos altamente carcinogénicos produzidos por certas espécies de Aspergillus, que muitas vezes se desenvolvem em cereais ou em nozes consumidas por humanos, ocratoxinas, patulina, e tricotecenos (por exemplo, micotoxina T-2) e fumonisinas, as quais têm um impacto significativo sobre as reservas alimentares e no gado.
As micotoxinas são metabolitos secundários, e as pesquisas demonstraram a existência nos fungos de vias bioquímicas com o único propósito de produzir micotoxinas e outros produtos naturais. As micotoxinas podem fornecer benefícios de aptidão em termos de adaptação fisiológica, competição com outros micróbios e fungos, e protecção contra o consumo (fungivoria).

## Micologia
A micologia é um ramo da biologia que se ocupa do estudo sistemático dos fungos, incluindo as suas propriedades genéticas e bioquímicas, a sua taxonomia, e a sua utilidade para os humanos como fontes de medicamentos, alimento, substâncias psicotrópicas consumidas com propósitos religiosos, bem como os seus perigos, como o envenenamento e infecção. O campo da fitopatologia, o estudo das doenças das plantas, está estreitamente relacionado com a micologia, pois muitos dos patógenos vegetais são fungos.
O uso dos fungos pelos humanos data da pré-história. Ötzi, o Homem do Gelo, uma múmia de um homem do Neolítico com 5 300 anos de idade encontrada nos Alpes austríacos, transportava consigo duas espécies de cogumelos poliporos que podem ter sido usados como mecha (Fomes fomentarius), ou para fins medicinais (Piptoporus betulinus). Os povos antigos usaram os fungos como fontes de alimento – frequentemente sem o saberem – durante milénios, na preparação de pão levedado e sumos fermentados. Alguns dos mais antigos registos escritos contêm referências a destruições de colheitas provavelmente causadas por fungos patogénicos.

### História
A micologia é uma ciência relativamente recente que se tornou sistemática após o desenvolvimento do microscópio no século XVI. Embora os esporos de fungos tenham sido observados pela primeira vez por Giambattista della Porta em 1588, o trabalho seminal no desenvolvimento da micologia terá sido a publicação em 1729 da obra Nova plantarum genera de Pier Antonio Micheli. Micheli não só observou esporos, como mostrou que sob as condições apropriadas, eles poderiam ser induzidos a desenvolverem-se na mesma espécie de fungo da qual haviam sido originados. Estendendo o uso do sistema binomial de Carl Linnaeus no seu Species plantarum (1753), o neerlandês Christiaan Hendrik Persoon (1761–1836) estabeleceu a primeira classificação de cogumelos com tal perícia, que é considerado um dos fundadores da micologia moderna. Mais tarde, Elias Magnus Fries (1794–1878) melhorou a classificação dos fungos, usando a cor dos esporos e várias características microscópicas, métodos ainda hoje usados pelos taxonomistas. Entre outros contribuidores notáveis no desenvolvimento da micologia nos séculos XVII-XIX e início do século XX incluem-se Miles Joseph Berkeley, August Carl Joseph Corda, Anton de Bary, os irmãos Louis René e Charles Tulasne, Arthur H. R. Buller, Curtis G. Lloyd, e Pier Andrea Saccardo. O século XX assistiu à modernização da micologia, devido aos avanços na bioquímica, genética, biologia molecular e biotecnologia. O uso das tecnologias de sequenciação de ADN e da análise filogenética, forneceu novas pistas sobre as relações dos fungos e a biodiversidade, e desafiou as classificações tradicionais da taxonomia dos fungos baseadas na morfologia.